# Secondo Impero bulgaro
Il Secondo Impero bulgaro (in bulgaro medio Ц(а)рьство бл(ъ)гарское; in bulgaro Втора българска държава?, Vtora bălgarska dăržava o Второ българско царство, Vtoro bălgarsko carstvo) fu uno Stato bulgaro medievale che esistette dal 1185 al 1422 (o 1453). Succeduto al Primo Impero bulgaro, raggiunse l'apice del suo potere sotto gli zar Kalojan e Ivan Asen II, venendo poi conquistato dai turchi ottomani dalla fine del XIV secolo all'inizio del XV secolo.
Fino al 1256 rappresentò la principale potenza attiva nei Balcani, avendo imposto il proprio predominio sull'Impero bizantino in diverse grandi battaglie. Nel 1205, nella battaglia di Adrianopoli, l'imperatore Kalojan sconfisse l'esercito dell'Impero latino, che era stato fondato l'anno precedente nell'ambito della quarta crociata. Il nipote di Kalojan, Ivan Asen II. sconfisse anche il despotato dell'Epiro. Durante il suo regno, la Bulgaria si estendeva dall'Adriatico al Mar Nero e visse una fase particolarmente florida dal punto di vista economico. Alla fine del XIII secolo, l'impero entrò in un periodo di crisi a causa delle continue invasioni di mongoli, dei bizantini, degli ungheresi e dei serbi, che andarono a sommarsi a conflitti interni e a rivolte le quali portarono quasi al collasso. Benché la situazione si ristabilì per un po' nel XIV secolo, il governo centrale perse la sua autorità in diverse regioni. Alla vigilia dell'invasione ottomana, l'impero appariva diviso in tre parti.
Nonostante la forte influenza bizantina, artisti e architetti bulgari svilupparono un proprio stile riconoscibile. Nel XIV secolo, la letteratura e l'arte bulgara fiorirono in un periodo noto come seconda età dell'oro della cultura bulgara. La capitale Tǎrnovo, considerata la "Nuova Costantinopoli", divenne il principale centro culturale e il centro del mondo ortodosso. Dopo la vittoria dell'Impero ottomano, gran parte degli studiosi e del clero bulgaro si trasferì in Serbia, Valacchia, Moldavia o nei principati russi, portando con sé la propria cultura, i propri testi e le proprie concezioni ecclesiastiche. Il suo diretto successore fu il Principato di Bulgaria nel 1879.

## Origine ed evoluzione del nome
Per indicare l'impero i suoi contemporanei impiegavano nella maggioranza dei casi il termine "Bulgaria", come chiamavano la propria terra i suoi abitanti. Durante il regno dello zar Kalojan, l'impero era talvolta conosciuto come "regno bulgaro e valacco". Papa Innocenzo III e altre figure di spicco, compreso l'imperatore latino Enrico di Fiandra, indicavano quel territorio nei documenti ufficiali come "Bulgaria" o "Impero bulgaro".
Nella storiografia moderna, si impiegano le espressioni Secondo Impero bulgaro o Secondo Regno Bulgaro, al fine di distinguerlo da quello che fu il Primo Impero bulgaro. Per il periodo antecedente della metà del XIII secolo, si impiega altresì la designazione di "Impero dei Valacchi e dei Bulgari" e le sue varianti "Impero valacco-bulgaro", "Impero bulgaro-valacco" o "Impero romeno-bulgaro". Quest'ultimo è tuttavia utilizzato solo nella storiografia rumena.
Dal XIII secolo in poi, i cronisti arabi usarono esclusivamente il termine "Valacchia" e non "Bulgaria". La Valacchia era chiamata al-Avalak e i suoi abitanti ulakut o ulag.

## Contesto storico

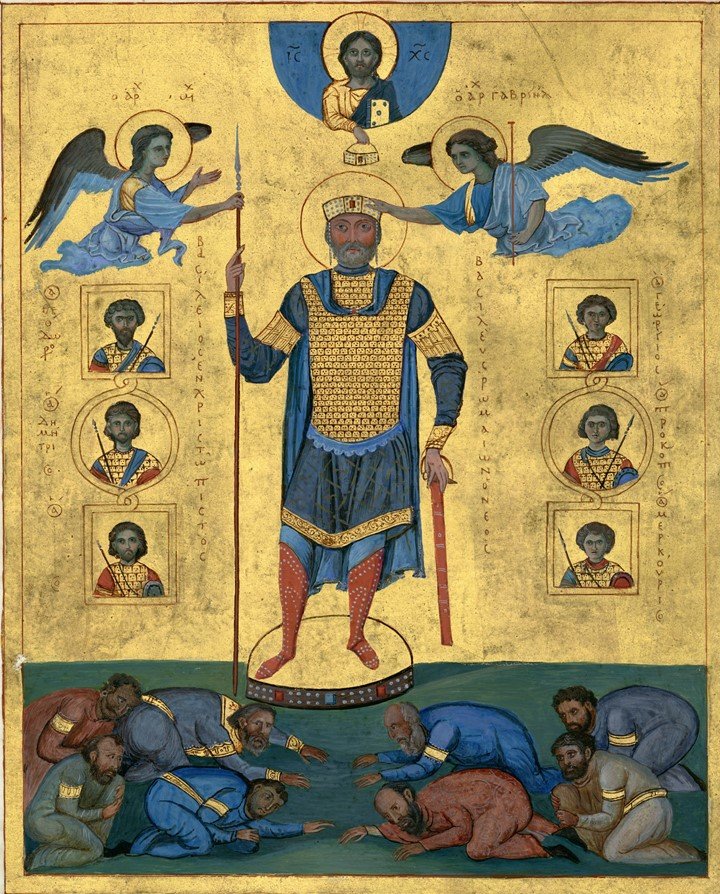
Basilio II Bulgaroctono, fautore della caduta del Primo Impero bulgaro, nella copia di una miniatura del Salterio di Venezia, Biblioteca Nazionale Marciana

Quando l'imperatore bizantino Basilio II (regnante dal 976 al 1025) soggiogò il Primo Impero bulgaro nel 1018, decise di non stravolgere l'assetto precedente. Il sistema fiscale, la legislazione e i funzionari provenienti della bassa nobiltà continuarono a esercitare le proprie vecchie mansioni fino alla sua morte, avvenuta nel 1025, mentre il pagamento delle tasse fu previsto non in denaro ma in natura. Il patriarcato di Ocrida divenne arcivescovato e Giovanni (Ivan) I di Debar, primo arcivescovo bulgaro, venne ritenuto autocefalo, ottenendo dunque vari privilegi. Inoltre, l'autocefalia implicava il diritto dell'imperatore di nominare personalmente un suo successore (a differenza di Giovanni di Debar, i suoi successori saranno bizantini) e non del patriarca ecumenico di Costantinopoli. Agli aristocratici bulgari e ai membri della famiglia dello zar vennero conferiti vari titoli bizantini ed essi furono trasferiti nella parte asiatica dell'Impero bizantino. La lingua, la letteratura e la cultura bulgara sopravvissero comunque, nonostante questi stravolgimenti. La maggior parte del territorio bulgaro conquistato confluì amministrativamente nei temi della Bulgaria, di Sirmio e del Paristrion.
Sotto i successori di Basilio, il potere dell'Impero bizantino si indebolì. Le incursioni dei Peceneghi e l'aumento delle tasse suscitarono ampio malcontento, provocando diverse grandi rivolte nel 1040-1041 e tra 1070 e 1090. Il centro delle prime ribellioni coinvolse il tema bulgaro, in particolare il territorio oggi compreso nella Macedonia del Nord, dove ebbero luogo le rivolte capeggiate da Pietro Deljan (1040-1041) e Georgi Vojteh (1072). Entrambe le insurrezioni furono soppresse con difficoltà dalle autorità bizantine. Ciò consentì alle ribellioni di esplodere nuovamente in Paristrion e in Tracia. Quando al potere giunse la dinastia dei Comneni, la situazione nell'impero bizantino si stabilizzò nella prima metà del XII secolo, tanto che non esplose più alcun focolaio di rivolta fino alla fine del XII secolo.

## Storia

### Albori

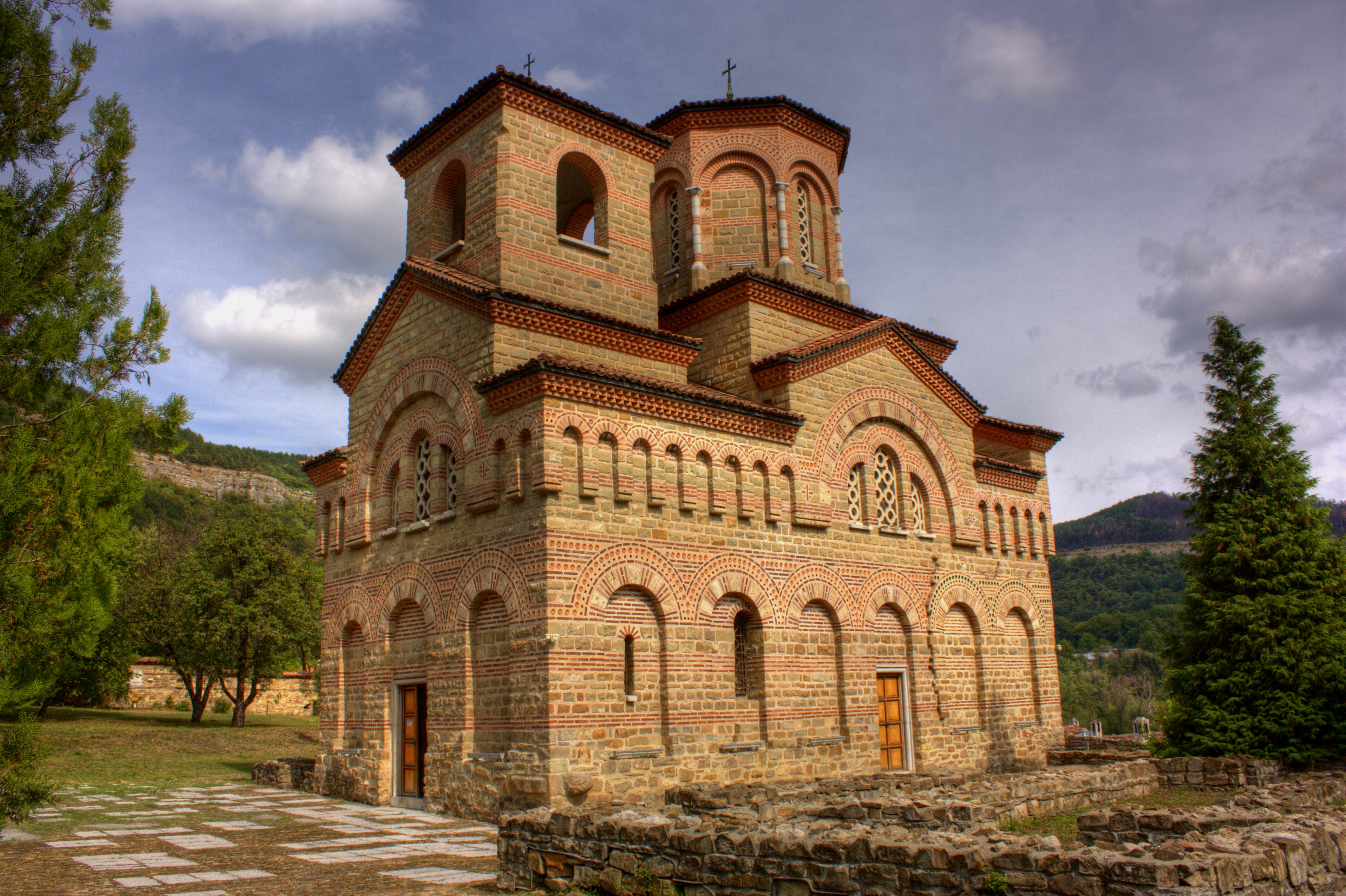
Chiesa dedicata a San Demetrio di Tessalonica a Veliko Tărnovo, costruita da Asen e Pietro all'inizio della loro ribellione

Il disastroso regno dell'ultimo imperatore dei Comneni Andronico I (regnante tra il 1183 e il 1185) peggiorò la condizione dei contadini bulgari e della nobiltà. Il primo atto del suo successore, Isacco II Angelo (r. 1185-1195 e 1203-1204), previde l'imposizione una tassa aggiuntiva per finanziare la guerra in corso con i normanni e il suo matrimonio. Nel 1185, i fratelli aristocratici Teodoro e Asen di Tǎrnovo chiesero all'imperatore di integrarli nell'esercito e di concedere loro delle terre. Isacco II rifiutò la loro richiesta e schiaffeggiò Asen sul volto. Dopo il ritorno a casa, i fratelli iniziarono a costruire una chiesa dedicata a San Demetrio di Tessalonica, al cui interno vi era un'icona del santo che si diceva avesse lasciato Salonicco trasferendosi a Tărnovo per sostenere la causa bulgara. Questa convinzione si diffuse presto tra la popolazione bulgara, con il risultato che un gran numero di persone decise di coalizzarsi e di insorgere contro i romei. Facendosi chiamare da allora Pietro IV Asen, Teodoro, il quale era il fratello maggiore, venne incoronato imperatore dei bulgari. Quasi tutta la Bulgaria a nord dei Monti Balcani, cioè la Mesia, si unì immediatamente alla ribellione e ottenne l'appoggio dei cumani, un popolo di etnia turca che viveva a nord del Danubio. I cumani divennero presto una parte importante dell'esercito bulgaro e giocarono un ruolo chiave nei successi militari che seguirono nella rivolta di Asen e Pietro. Quest'ultimo tentò di conquistare la vecchia capitale bulgara, Preslav, subito dopo lo scoppio della ribellione, ma il suo tentativo fallì; così, decise di dichiarare la sua città natale Tărnovo capitale della Bulgaria.
Mentre l'esercito bizantino era in guerra con i normanni, che avevano attaccato i possedimenti romei nei Balcani occidentali e avevano saccheggiato Salonicco, la seconda città più grande dell'impero, i bulgari iniziarono a colpire la Tracia settentrionale. I bizantini risposero a questi attacchi nella metà del 1186, quando Isacco II organizzò una campagna militare per reprimere la rivolta prima che si diffondesse ulteriormente. I bulgari sorvegliavano i passi di montagna, ma i romei riuscirono ad attraversare i Balcani valicando altri passi. Quando si diressero verso la pianura, il debole esercito ribelle non osò opporsi alle armate bizantine, le quali erano molto più forti e meglio organizzate. Pietro IV finse di arrendersi, mentre Asen nel frattempo si diresse a nord attraverso il Danubio per radunare un nuovo esercito. L'imperatore bizantino bruciò i campi bulgari e tornò a Costantinopoli. Asen tornò poco dopo con dei rinforzi cumani e decise di combattere finché in Bulgaria fosse stato soppresso ogni focolaio.
I bizantini reclutarono nuove truppe che furono assegnate al comando del nipote dell'imperatore, Giovanni Ducas. Temendo un colpo di stato, l'imperatore rimpiazzò Ducas con il cieco Giovanni Cantacuzeno, il quale per legge non poteva diventare sovrano. I bulgari attaccarono il suo accampamento di notte e uccisero molti soldati. Nella metà del 1186, il nuovo esercito spedito sotto il comando del generale Alessio Brana si mosse contro i bulgari. Tuttavia, anziché combatterli egli concentrò le proprie attenzioni verso Costantinopoli e rivendicò per sé il trono bizantino, venendo però assassinato poco dopo. I bulgari approfittarono del caos che ne seguì e invasero la Tracia settentrionale, saccheggiando le campagne prima che l'esercito bizantino potesse rispondere con un contrattacco. I due schieramenti si scontrarono una sola volta nei pressi del castello di Lardea (situata presso il moderno triplice confine tra il distretto di Jambol, il distretto di Sliven e il distretto di Burgas), ma il conflitto si concluse senza che fosse emerso un chiaro vincitore. I bulgari continuarono a saccheggiare la Tracia e si ritirarono a nord nelle montagne dei Balcani senza difficoltà.
Verso la fine del 1186, Isacco II avviò la sua seconda campagna contro i bulgari. L'esercito fu costretto a trascorrere l'inverno a Sofia, concedendo ai bulgari il tempo di prepararsi alla difesa. All'inizio dell'anno successivo i bizantini assediarono Loveč, ma non riuscirono a conquistarla. Le controparti conclusero una tregua con i bulgari, ai sensi della quale de facto riconobbero l'indipendenza bulgara.
Quando sembrò imminente una guerra tra i bizantini e il comandante della terza crociata Federico I Barbarossa, Asen e Pietro IV misero a disposizione un esercito di 40 000 uomini in cambio del riconoscimento ufficiale dello Stato bulgaro. Le relazioni tra crociati e bizantini alla fine migliorarono e i negoziati con i bulgari non proseguirono. L'anno successivo Isacco II intraprese un'altra campagna contro i bulgari, conclusasi con una disastrosa sconfitta al passo di Triavna. L'imperatore riuscì a malapena a fuggire e il tesoro imperiale, compresa la corona e la croce, furono saccheggiati dai vincitori. Dopo la vittoria, Asen si auto-proclamò imperatore come Ivan Asen I. Pietro IV mantenne il titolo imperiale, lasciando il potere al fratello più energico.
Nei quattro anni successivi l'epicentro della guerra si spostò sul territorio a sud dei monti balcanici. La strategia di Asen, che consisteva nell'eseguire rapidi attacchi in vari luoghi per disperdere le truppe ostili, diede i suoi frutti e presto egli poté fare il suo ingresso nelle importanti città di Sofia e Niš nel sud-ovest, evento che spianò la strada per la Macedonia. Nel 1194, i bizantini radunarono un enorme esercito composto da unità orientali e occidentali, ma furono sconfitti nella battaglia di Arcadiopoli. Isacco II, il quale non appariva più in grado di resistere ai bulgari, cercò di concludere un'alleanza con il re ungherese Béla III, venendo però prima deposto e accecato dal fratello Alessio III Angelo. I bizantini tentarono di negoziare la pace, ma poiché Asen chiese in cambio la restituzione dell'intero territorio bulgaro, la guerra continuò. Nel 1196, l'esercito romeo fu nuovamente sconfitto a sud di Serres. Dopo essere tornato a Tarnovo, Ivan Asen fu ucciso da suo cugino Ivanko nell'ambito di una cospirazione fomentata da Costantinopoli. Nel tentativo di reagire Pietro IV iniziò ad assediare Tǎrnovo, costringendo Ivanko a fuggire a Costantinopoli; in seguito, si impossessò durante la sua avanzata anche di Filippopoli. Meno di un anno dopo Asen, anche Pietro IV fu assassinato.

### Ascesa

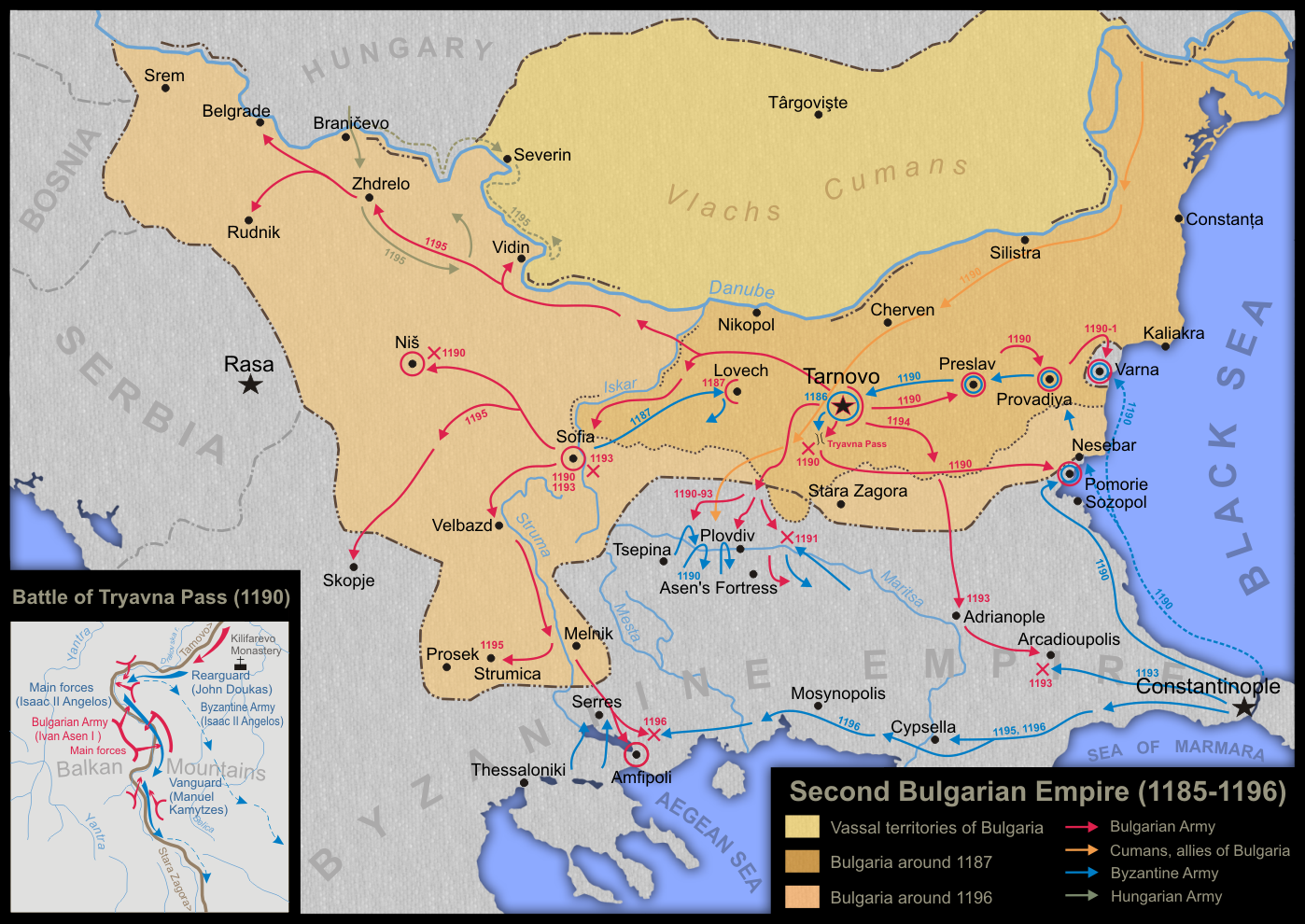
Cartina dell'Impero bulgaro che mostra le acquisizioni territoriali ottenute grazie alle campagne del 1185 e del 1197

Asen e il fratello più giovane di Pietro, Kalojan, salirono al trono. Da sovrano ambizioso e spietato quale era, Kalojan desiderava ottenere il riconoscimento internazionale e completare la liberazione della Bulgaria. Inoltre, voleva vendicarsi dei bizantini per aver accecato 14 000 soldati dell'esercito dello zar Samuele dopo la battaglia di Belasica. Kalojan si guadagnò nel corso della sua vita il soprannome di "Romanoktonos" (uccisore di romani, cioè di bizantini), in contrapposizione con l'imperatore Basilio II detto il Bulgaroctono (assassino di bulgari). Alleatosi rapidamente con l'assassino di suo fratello Ivanko, che fu tuttavia ucciso dai bizantini poco dopo, riuscì a conquistare Constantia (Simeonovgrad). Nel 1201, Kalojan conquistò Varna, l'ultima fortezza bizantina in Mesia difesa da una grande guarnigione. Nonostante la conquista avvenne a Pasqua, Kalojan non mostrò pietà e ordinò che tutti i bizantini fossero gettati nel fossato difensivo. Dopo la vittoria, iniziò a negoziare una pace con la controparte, la quale fu poi siglata all'inizio del 1202. Mentre i bulgari erano impegnati in guerra a sud, il re ungherese Andrea II e il suo vassallo serbo Vukan Nemanjić conquistarono Belgrado, Braničevo e Niš. Concordata la cessazione delle ostilità con i romei, Kalojan si concentrò a nord-ovest. Nel 1203 scacciò i serbi da Niš, sconfisse l'esercito magiaro in diverse battaglie nella valle della Grande Morava e conquistò tutto il territorio in passato perduto.

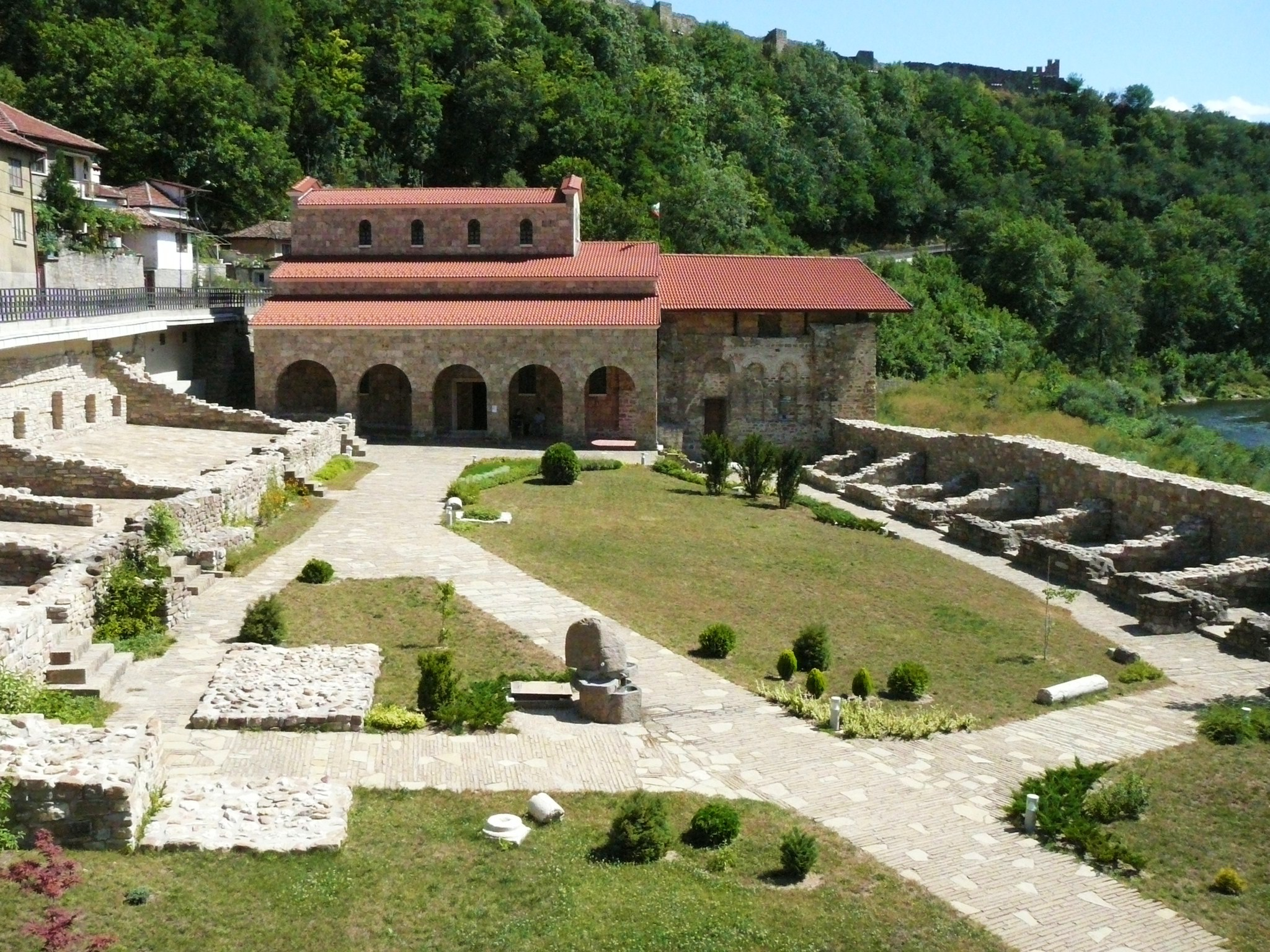
Chiesa dei Quaranta Martiri a Veliko Tărnovo, luogo di sepoltura dello zar Kalojan

Il sovrano bulgaro sapeva che i bizantini non avrebbero mai riconosciuto il suo titolo imperiale, motivo per cui avviò una corrispondenza con Papa Innocenzo III. Kalojan giustificò le proprie richieste sulla base di dati storici, richiamando alla memoria l'eredità del Primo Impero bulgaro e, in particolare, Simeone I, Pietro I e Samuele. Il Papa si dichiarò pronto a riconoscere Kalojan come re bulgaro a condizione che la Chiesa bulgara si sottomettesse a Roma. Dopo lunghe trattative diplomatiche, in cui nessuna delle due parti cambiò posizione, Kalojan fu incoronato comunque re di Bulgaria verso la fine del 1204. Benché fu nominato anche un chierico come primate (tale Basilio), Kalojan non intendeva assecondare le richieste del pontefice e si limitò a ringraziare in una missiva il pontefice per avergli concesso il titolo di sovrano e per aver elevato la Chiesa bulgara a patriarcato. Il papato, alla fine, accettò la posizione imperiale di Kalojan confidando nella possibilità di poter rimpiazzare la religione ortodossa in Bulgaria. L'alleanza tra la Bulgaria e Roma rimase soltanto formale, poiché i bulgari non modificarono i loro riti e costumi ortodossi.
Pochi mesi prima dell'incoronazione di Kalojan, i comandanti della quarta crociata attaccarono l'Impero bizantino, conquistando Costantinopoli e fondando l'Impero latino. I bulgari cercarono di stabilire con gli occidentali rapporti amichevoli, ma i latini li respinsero e, nonostante il riconoscimento del loro paese da parte del papa, rivendicarono il loro territorio. I bulgari e l'aristocrazia bizantina in Tracia trovarono un nemico comune e formarono un'alleanza a condizione che accettassero Kalojan come loro imperatore. La battaglia decisiva tra bulgari e crociati ebbe luogo il 14 aprile 1205 vicino ad Adrianopoli. Non solo i latini non riuscirono a prevalere, ma addirittura il loro imperatore Baldovino I fu catturato. Alla sconfitta, che si rivelò un duro colpo per il giovane impero latino, seguì una fase di caos. I bulgari conquistarono la maggior parte della Tracia, compresa Filippopoli. La nobiltà bizantina, temendo per la propria posizione a causa degli inaspettati successi bulgari, si alleò con i latini e insieme a loro organizzò una cospirazione contro Kalojan. Quando in tempi rapidi a Tǎrnovo la cospirazione fu scoperta, Kalojan si vendicò dapprima trucidando i bizantini in Tracia e poi portando a termine una campagna contro i latini. I bulgari sconfissero i loro nemici nella battaglia di Rusion nel 1206 e sottomisero diverse città della Tracia orientale. L'anno successivo, il sovrano di Tessalonica Bonifacio I cadde durante gli scontri, mentre Kalojan fu assassinato poco prima dell'attacco ala città.
A Kalojan successe suo cugino Boril, che cercò di continuare la politica del suo predecessore, malgrado non ne avesse le doti. I latini lo sconfissero nella battaglia di Filippopoli e si impossessarono della maggioranza delle terre conquistate prima da Kalojan. Boril non riuscì a mantenere l'integrità dell'impero, considerando che suo cugino Strez non accettò di sottomettersi a lui e governò in maniera semi-indipendente il grosso della Macedonia. Allo stesso tempo, un altro cugino, Alessio Slavo, stabilì un proprio principato sui Monti Rodopi. Boril dovette cedere Belgrado e Braničevo ad Andrea II d'Ungheria in cambio del suo aiuto al fine di sopprimere una grande ribellione esplosa nel 1211. Anche la campagna che pianificò contro la Serbia nel 1214 terminò con una sconfitta.
Boril venne detronizzato nel 1218 da Ivan Asen II, figlio di Ivan Asen I, che aveva vissuto in esilio sin dalla morte di Kalojan. Ivan Asen, che portò il Secondo impero bulgaro al momento di massima gloria, era un uomo molto ambizioso e coltivava un grande sogno, quello di fondare un impero bulgaro-bizantino con capitale Costantinopoli. Dopo la sua incoronazione, Ivan Asen II sposò Anna Maria, figlia del re ungherese Andrea II, e ricevette in dote le città occupate di Belgrado e Braničevo. Egli concluse in seguito un'alleanza con il sovrano del despotato dell'Epiro, Teodoro Comneno. Quest'ultimo assicurò così il confine settentrionale delle sue terre, circostanza che gli permise di conquistare Salonicco e ridurre significativamente la minaccia rappresentata dall'Impero latino. Nel 1227 Teodoro, che aveva le stesse ambizioni del sovrano bulgaro, si proclamò addirittura imperatore bizantino, nonostante non fosse stato riconosciuto da molti dei romei.
Dopo il 1228, la situazione nell'Impero latino divenne talmente critica che i latini iniziarono a negoziare con i bulgari e promisero di combinare un matrimonio tra l'imperatore undicenne Baldovino II ed Elena, figlia di Ivan Asen II. In virtù del matrimonio, l'imperatore bulgaro sarebbe diventato reggente a Costantinopoli, malgrado nel frattempo i latini offrirono tale carica al nobile francese Giovanni di Brienne.
Desideroso di assicurarsi il possesso di Costantinopoli e di eliminare gli altri pretendenti, Teodoro Comneno ruppe l'alleanza con i bulgari e, nella primavera del 1230, attaccò i suoi vecchi alleati alla testa di un enorme esercito. Malgrado fosse stato colto di sorpresa, Ivan Asen II radunò un piccolo esercito e si diresse a sud per fermare gli ostili. Nella battaglia di Klokotnica, il sovrano bulgaro sconfisse l'esercito giunto dall'Epiro e catturò Teodoro Comneno, tutta la sua corte e la maggioranza dei soldati sopravvissuti. Il sovrano bulgaro spedì ogni membro del suo esercito nell'Epiro, con il risultato che le città da Adrianopoli a Durazzo sulla costa adriatica si arresero a lui e riconobbero la sua autorità. Il cugino di Teodoro, Michele II, concesse a Comneno di governare come vassallo bulgaro a Salonicco e in tutte le province meridionali con il titolo di despota. Si presume che anche la Serbia riconobbe la sovranità bulgara a causa delle minacce dell'Ungheria, di fede cattolica.
(Iscrizione di Ivan Asen II nella chiesa dei Quaranta Martiri a Veliki Tărnovo, fatta realizzare dopo la battaglia di Klokotnica)
Quando Giovanni di Brienne giunse a Costantinopoli nel 1231, Ivan Asen II strinse un rapporto di cooperazione con l'Impero di Nicea in chiave anti-latina. Quando i niceni riconobbero il patriarcato bulgaro nel 1235, Ivan Asen II recise i legami con il papato e pose fine al rapporto nominale di subordinazione. La campagna congiunta contro i latini ebbe successo, anche se il bulgaro non riuscì a espugnare Costantinopoli. Dopo la morte di Brienne, due anni dopo, la situazione geopolitica appariva talmente compromessa che Baldovino II lasciò Costantinopoli alla ricerca di alleati e guerrieri provenienti dall'Europa che potessero difendere la città, malgrado con scarso successo. Alla fine, il sovrano bulgaro decise di rinunciare al progetto di sottomissione dell'Impero latino, ritenendo che fosse meglio un vicino debole piuttosto che l'Impero di Nicea in ascesa. Ivan Asen II firmò una pace che delimitò il confine meridionale e che gli permise di affrontare l'epidemia scoppiata nella capitale bulgara. Nel 1241 Ivan Asen II morì, poco prima di affrontare un nuovo temibile nemico.

### Declino

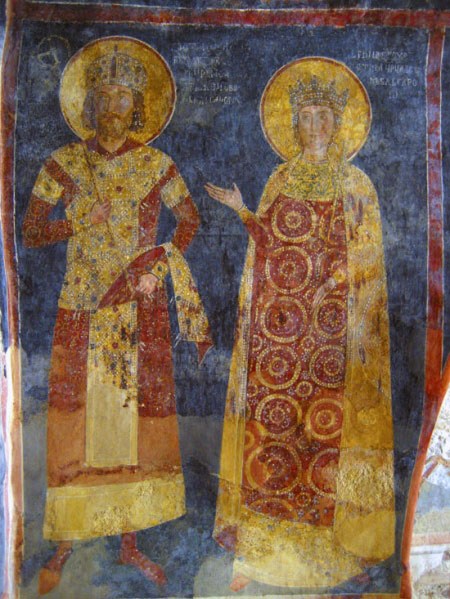
L'imperatore Costantino Tih con la sua prima moglie Irene Lascaris di Nicea in un affresco nella chiesa di Bojana

A Ivan Asen II subentrò il figlio minorenne Colomanno I, che all'inizio del suo regno riportò alcuni successi militari contro gli invasori mongoli, ma in seguito i suoi reggenti decisero di evitare ulteriori campagne rendendo omaggio agli asiatici. La mancanza di un monarca forte e la crescente rivalità tra la nobiltà portarono al rapido declino della Bulgaria. Il suo principale rivale evitò di attaccare i mongoli e gli fu riconosciuto il diritto di detenere il potere nei Balcani. Dopo la morte del dodicenne Colomanno I nel 1246, al trono successero diversi sovrani di breve durata. La debolezza dell'impero emerse chiaramente quando l'esercito di Nicea conquistò gran parte della Tracia meridionale, dei Rodopi e della Macedonia, comprese le città di Adrianopoli, Tsepina, Stanimaka, Melnik, Serres, Skopje e Ocrida. Anche i serbi approfittarono delle fragilità interne e occuparono Belgrado e Braničeva. I bulgari non risposero agli attacchi fino al 1253, quando attaccarono la Serbia e riconquistando i monti Rodopi l'anno successivo. L'indecisione di Michele II Asen permise ai niceni di riconquistare tutto il territorio perduto, ad eccezione di Tsepina. Nel 1255, i bulgari si riappropriarono rapidamente della porzione di Macedonia perduta, poiché gli abitanti preferirono il dominio bulgaro a quello di Nicea. A causa del tradimento del dignitario Rostislav Michajlovič, che riconobbe l'autorità di Nicea nei territori contesi, i bulgari persero nuovamente tutti i territori conquistati. Alla ritirata, pagata dall'imperatore con la vita, seguì un periodo di instabilità e guerra civile tra diversi candidati al trono, terminato nel 1257 con la vittoria del boiardo di Skopje, Costantino Tih.

La Bulgaria (in verde scuro) e il sud-est europeo nel 1265

Il nuovo imperatore dovette affrontare diversi avversari; nel 1257 i latini attaccarono e conquistarono la città costiera di Mesembria, ma non riuscirono a preservarla. La situazione era ancora più grave nel nord-ovest, dove i serbi di Vidin sostenevano l'autoproclamato imperatore bulgaro Rostislav Michajlovič. Nel 1260, Costantino Tih conquistò Vidin e occupò il Banato di Severin. L'anno successivo, i serbi contrattaccarono e costrinsero i bulgari a ritirarsi a Tǎrnovo, lasciando Vidin a Rostislav Michajlovič. Il potere nella città fu presto assunto da Jacob Svetoslav, che si proclamò imperatore nel 1266. La restaurazione dell'impero bizantino sotto l'ambizioso Michele VIII Paleologo peggiorò ulteriormente la situazione della Bulgaria. Durante la grande invasione bizantina del 1263, i bulgari persero le città costiere di Mesembria e Anchialo e diverse città della Tracia, tra cui Filippopoli. Incapace di allestire una resistenza efficace, Costantino Tih organizzò una campagna congiunta bulgaro-mongola e, dopo aver saccheggiato la Tracia, i mongoli tornarono a nord attraverso il Danubio. Michele VIII si dimostrò comunque un avversario tenace; nonostante il suo impero appena restaurato fosse continuamente oggetto di aggressioni esterne, egli seppe reagire efficacemente e, nel 1272, strinse un'alleanza con i tartari dell'Orda d'Oro e costrinse i bulgari a ritirarsi da alcune città di confine contese. È certo che, nello stesso anno, Michele VIII stesse pensando di annullare l'autocefalia delle Chiese serba e bulgara.
Le continue invasioni tataro-mongole, i problemi economici e le condizioni di salute cagionevoli dell'imperatore scatenarono a una grande rivolta popolare nel nord-est nel 1277. L'esercito ribelle, composto prevalentemente da contadini e guidato da Ivailo, un uomo che a detta di alcune fonti faceva il guardiano dei maiali, sconfisse i mongoli due volte, circostanza che gli permise di accrescere notevolmente la propria popolarità. Ivailo si impose poi sull'esercito regolare bulgaro guidato da Costantino Tih e lo uccise personalmente. Costantinopoli temeva questa ribellione, malgrado, allo stesso tempo, desiderava approfittare della situazione in Bulgaria. Michele VIII inviò un esercito in Bulgaria al comando di Ivan Asen III, un pretendente al trono bulgaro. Sfortunatamente per lui, i ribelli avevano già occupato Tărnovo. Maria, vedova di Costantino Tih, sposò Ivailo, che si proclamò a quel punto imperatore. Dopo una campagna militare infruttuosa, Michele VIII si rivolse nuovamente ai mongoli, che attaccarono la Dobrugia, sbaragliarono l'esercito di Ivailo e lo costrinsero a ritirarsi a Drăstăr, dove resistette all'assedio nemico per tre mesi. Dopo la sconfitta, la nobiltà bulgara tradì Ivailo e Ivan Asen III, aprendo le porte della capitale Tărnovo. Nel 1279 Ivailo ruppe il blocco e iniziò ad assediare la città, presidiata dai romei. Per fornire maggiore aiuto a Ivan Asen III, fu inviato un esercito bizantino composto da 10 000 uomini, che Ivailo sconfisse con un numero minore di combattenti nella battaglia di Devina. I nuovi soldati inviati, circa 5 000, affrontarono la stessa sorte, evento che costrinse Ivan Asen III a scappare. Malgrado le vittorie, la posizione di Ivailo non si rafforzò, considerando che dopo due anni di guerra costante il sostegno popolare appariva oltremodo basso. Oltre a non essere riuscito a sconfiggere definitivamente i mongoli, la nobiltà rimase sempre ostile nei suoi confronti, probabilmente anche per via delle sue umili origini. Verso la fine del 1280, Ivailo cercò protezione dai suoi vecchi nemici, i mongoli, che invece lo uccisero su iniziativa bizantina. La nobiltà bulgara individuò nell'influente nobile e sovrano Červen Giorgio Terter il nuovo imperatore, che rimase al potere per dodici anni. Durante questo periodo, l'influenza dei mongoli crebbe ancora di più e nel sud i bizantini conquistarono il resto della Tracia. La situazione instabile continuò fino al 1300, quando addirittura il mongolo Čaka Nogaj si impose a Tărnovo per alcuni mesi.

### Stabilizzazione temporanea

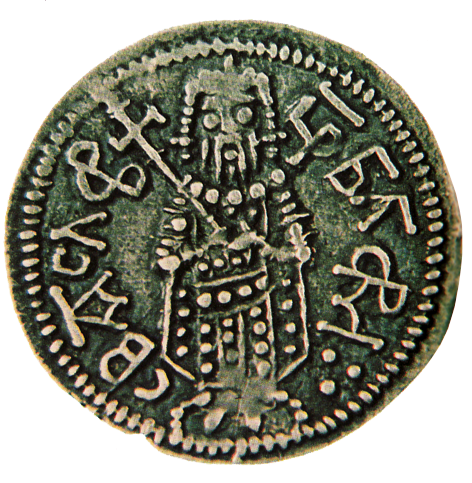
Moneta d'argento di Teodoro Svetoslav

Nel 1300, Teodoro Svetoslav, il figlio maggiore di Giorgio Terter, approfittò della guerra civile in corso nell'Orda d'Oro, rovesciò Čaka e inviò i suoi ambasciatori presso il khan mongolo Tokta. La sua azione pose fine all'interferenza mongola negli affari interni bulgari e assicurò la Bessarabia meridionale fino a Belgrado. Il nuovo imperatore si preoccupò di risanare l'economia, soggiogò molti aristocratici semi-indipendenti e giustiziò come traditori tutti coloro che avevano fornito aiuto ai mongoli, compreso il patriarca Gioacchino III. I bizantini preferivano per ovvie ragioni preservare una costante instabilità in Bulgaria, motivo per cui sostennero con il loro esercito due pretendenti al trono bulgaro, Michele Asen II e il sebastocratore Radoslav Vojsil. Tuttavia Aldimir, zio di Teodoro Svetoslav e despota di Kran, intercettò e sconfisse i soldati fedeli ai pretendenti.
Nel 1303 e nel 1304 i bulgari attaccarono più volte i bizantini e conquistarono molte città portuali situate sulla costa del Mar Nero e a sud della catena dei Balcani. I romei cercarono di fermarli, ma furono di nuovo pesantemente sconfitti nella battaglia di Skafida. Nel 1307, dopo la disfatta, i vinti dovettero firmare un trattato di pace ai sensi del quale riconoscevano le conquiste bulgare. Teodoro Svetoslav trascorse in pace il resto del suo regno, mantenendo rapporti cordiali con la vicina Serbia. Nel 1318 Tǎrnovo fu persino visitata dal re serbo Stefano Uroš II Milutin in persona. Gli anni di pace portarono prosperità economica e un aumento degli scambi commerciali. La Bulgaria divenne un'importante regione esportatrice di frumento, in particolare di grano.
Poco dopo il 1320, quando il nuovo imperatore bulgaro Giorgio II Terter occupò Filippopoli, i rapporti con i bizantini si incrinarono nuovamente. La confusione generata a seguito della morte improvvisa di Terter nel 1322 e il vuoto di potere che si venne a creare furono sfruttati dai bizantini per occupare Tărnovo e altre città della Tracia settentrionale. L'anno successivo, l'energico despota di Vidin, Michele Asen III, si rivolse immediatamente all'imperatore bizantino Andronico III Paleologo e pretese la restituzione del territorio bulgaro. Verso la fine del 1324, i due regnanti firmarono un trattato di pace, che fu rafforzato dal matrimonio tra il sovrano bulgaro e Teodora Paleologa. Michele Šišman divorziò tuttavia con la moglie serba Ana-Neda, circostanza che portò al deterioramento delle relazioni con la Serbia. Il cambiamento nell'orientamento politico bulgaro può essere spiegato dalla rapida crescita del potere serbo e dalla penetrazione della Serbia in Macedonia.

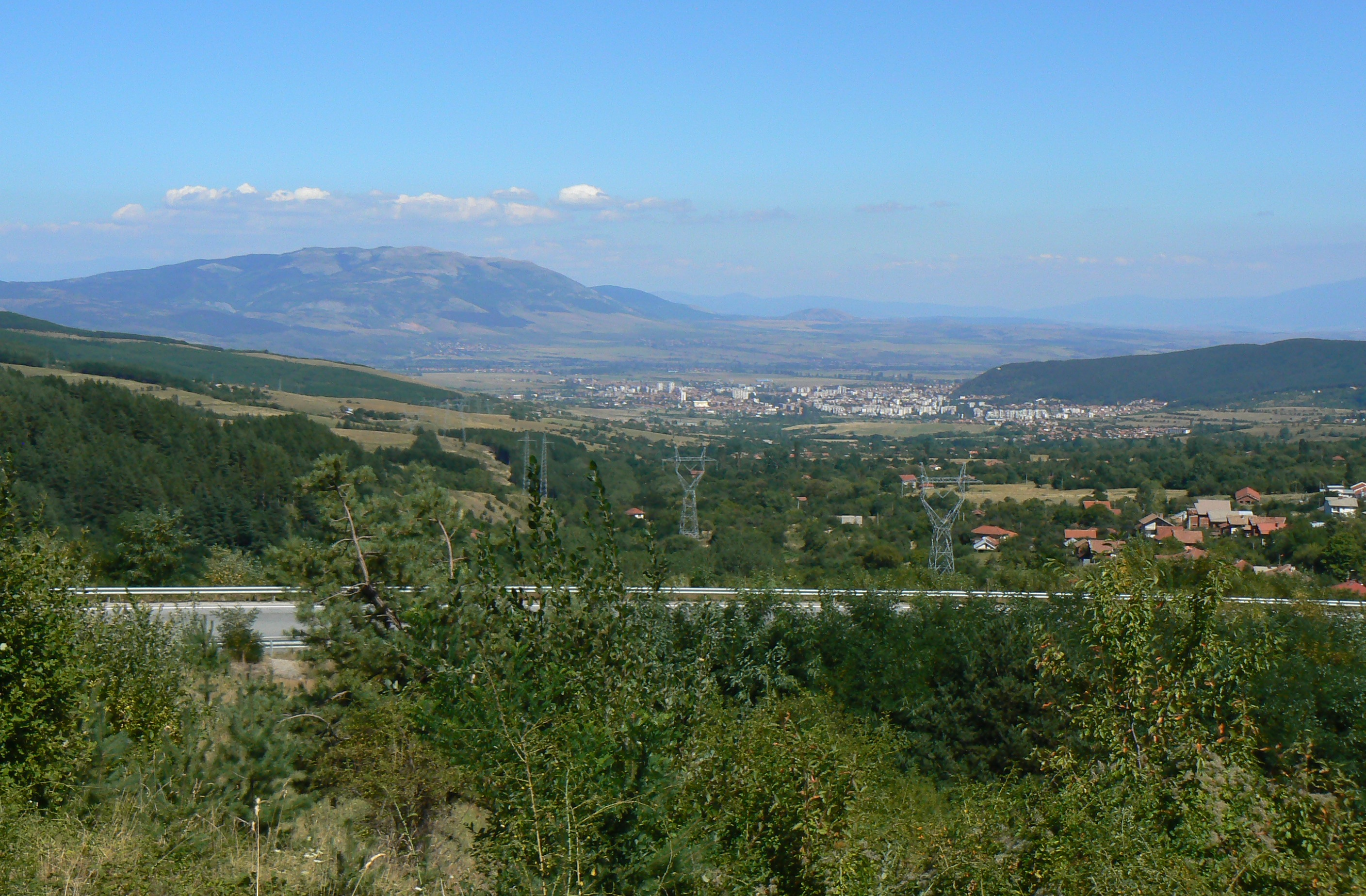
La valle di Velebusdo (odierna Kjustendil), dove avvenne lo scontro tra i serbi guidati da Stefano Dečanski e i bulgari agli ordini di Michele III Asen. Quest'ultimo perse verosimilmente la vita in quell'occasione

Bulgari e bizantini si accordarono per attaccare insieme la Serbia, ma ci vollero cinque anni prima che le tensioni tra loro si assottigliassero. Michele Šišman radunò un esercito di 15 000 uomini e attaccò lui stesso la Serbia. Nella città di confine di Velebusdo, incontrò un esercito approssimativamente altrettanto numeroso del re serbo Stefano Dečanski. Entrambi i sovrani aspettavano dei rinforzi, motivo per cui accettarono una tregua di un giorno. Quando un distaccamento di almogaveri sotto il comando del figlio del re Stefano Dušan si unì all'esercito serbo, questo schieramento ruppe l'accordo, attaccò l'esercito bulgaro e lo surclassò; Michele Šišman perse verosimilmente la vita durante la battaglia. Dopo la vittoria, i serbi non si cimentarono in una campagna su larga scala in Bulgaria e si scelse dunque di concordare la pace. Di comune accordo, il trono bulgaro fu occupato dal figlio maggiore dell'imperatore assassinato Ivan Stefano e Teodora Paleologa, moglie di Michele III Asen, fu costretta a ritornare a Costantinopoli. Il nuovo imperatore non rimase tuttavia al potere nemmeno per un anno, complice lo scarso sostegno di cui godeva. Benché la Bulgaria non cedette alcun territorio a seguito della guerra con la Serbia, essa non poté comunque far nulla per arrestare l'espansionismo serbo in Macedonia.
Dopo la sconfitta bulgara a Velebusdo, la Bulgaria fu attaccata dai bizantini con il pretesto di vendicare l'allontanamento di Teodora Paleologa e dovette cedere molti territori, città e castelli nella Tracia settentrionale. I successi dei romei terminarono nel 1332, quando l'imperatore bulgaro Ivan Alessandro prevalse nella battaglia di Rusokastro e riottenne una cospicua percentuale di quanto perduto.
Nel 1344, i bulgari fedeli a Giovanni V Paleologo si unirono alla sua guerra civile in corso contro Giovanni VI Cantacuzeno. Essi si assicurarono cinque città situate lungo il fiume Marica, inclusi i monti Rodopi e Filippopoli. Tali conquiste coincisero con l'ultima grande fase di espansione della Bulgaria medievale, avvenuta in concomitanza con le prime incursioni compiute dai turchi ottomani nell'Impero bizantino.

### Dissoluzione

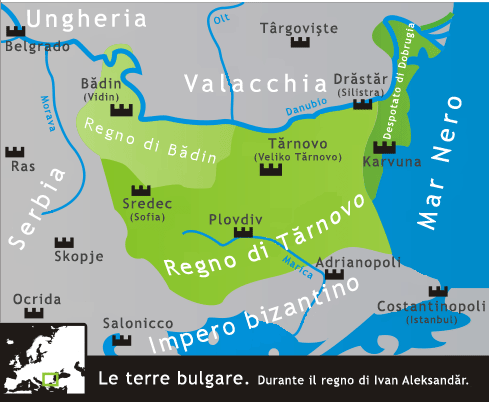
Il Secondo Impero bulgaro sotto Ivan Alessandro intorno al 1340

I tentativi di Ivan Alessandro di scacciare i turchi ottomani fallirono dopo due sconfitte tra il 1340 e il 1350; è probabile che il suo primogenito e successore, Michele Asen IV, così come il secondo figlio Ivan Asen V, perirono in quelle circostanze. I rapporti dell'imperatore con suo figlio Ivan Sracimir, il quale esercitava il suo potere a Vidin, dopo il divorzio di Ivan Alessandro dalla moglie serba e il matrimonio con una donna ebrea cristianizzata nel 1349, Sara-Teodoro, generò delle grosse increspature. Quando l'imperatore nominò suo figlio Ivan Šišman come suo successore, Ivan Sracimir dichiarò la sua indipendenza.
Nel 1366, Ivan Alessandro non permise all'imperatore bizantino Giovanni V Paleologo, di ritorno da una storica trasferta diplomatica che lo aveva portato all'estero in Ungheria, di transitare attraverso il suo territorio. A sbloccare la situazione fu soltanto l'intervento del cugino dell'imperatore Amedeo VI di Savoia, detto "Conte Verde" e impegnato nella crociata sabauda. Amedeo non attaccò infatti l'Impero ottomano, come si era prefissato, ma la costa bulgara del Mar Nero. Ciò consentì a Costantinopoli di riottenere Sozopoli, Mesembria, Anchialo ed Emona, malgrado le pesanti perdite subite durante il fallito assedio di Varna. Alla fine, i bulgari permisero il passaggio dell'imperatore, ma le città perdute rimasero in mano bizantina.

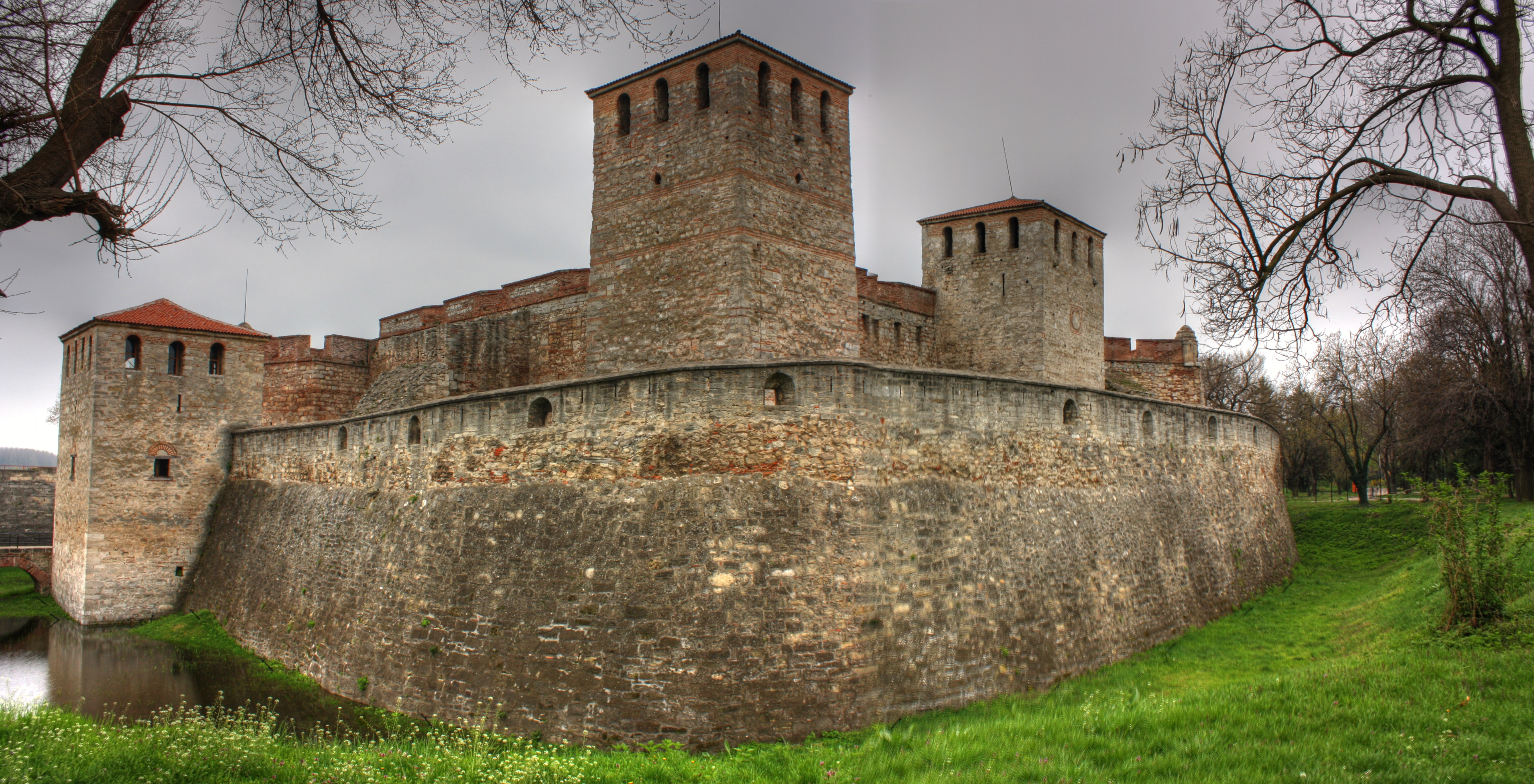
Baba Vida, la fortezza di Vidin

Nel nord-ovest, i serbi attaccarono e conquistarono Vidin nel 1365. Quattro anni dopo, Ivan Alessandro liberò la sua provincia con l'aiuto dei suoi vassalli de iure Ladislao I di Valacchia e Dobrotitsa. La sua morte nel 1371 portò all'irreversibile frammentazione della Bulgaria tra Ivan Šišman di Tărnovo, Ivan Sracimir di Vidin e Dobrotitsa di Dobrugia. Nel XIV secolo, l'esploratore e viaggiatore tedesco Johann Schiltberger descrisse la Bulgaria come segue:
(Johann Schiltberger, Reisebuch)
Il 26 settembre 1371, gli ottomani sconfissero un grande esercito cristiano comandato dai fratelli serbi Vukašin Mrnjavčević e Jovan Uglješa nella battaglia della Marizza. Dopo la vittoria, gli ottomani iniziarono immediatamente a penetrare in Bulgaria e conquistarono la Tracia settentrionale, i monti Rodopi, Kostenec, Ihtiman e Samokov, evento che limitò notevolmente il potere di Ivan Šišman nei Balcani settentrionali e nei dintorni di Sofia. Il monarca bulgaro non poté resistere agli ottomani e divenne loro vassallo, ottenendo in cambio alcune città perdute e dieci anni di pace instabile.

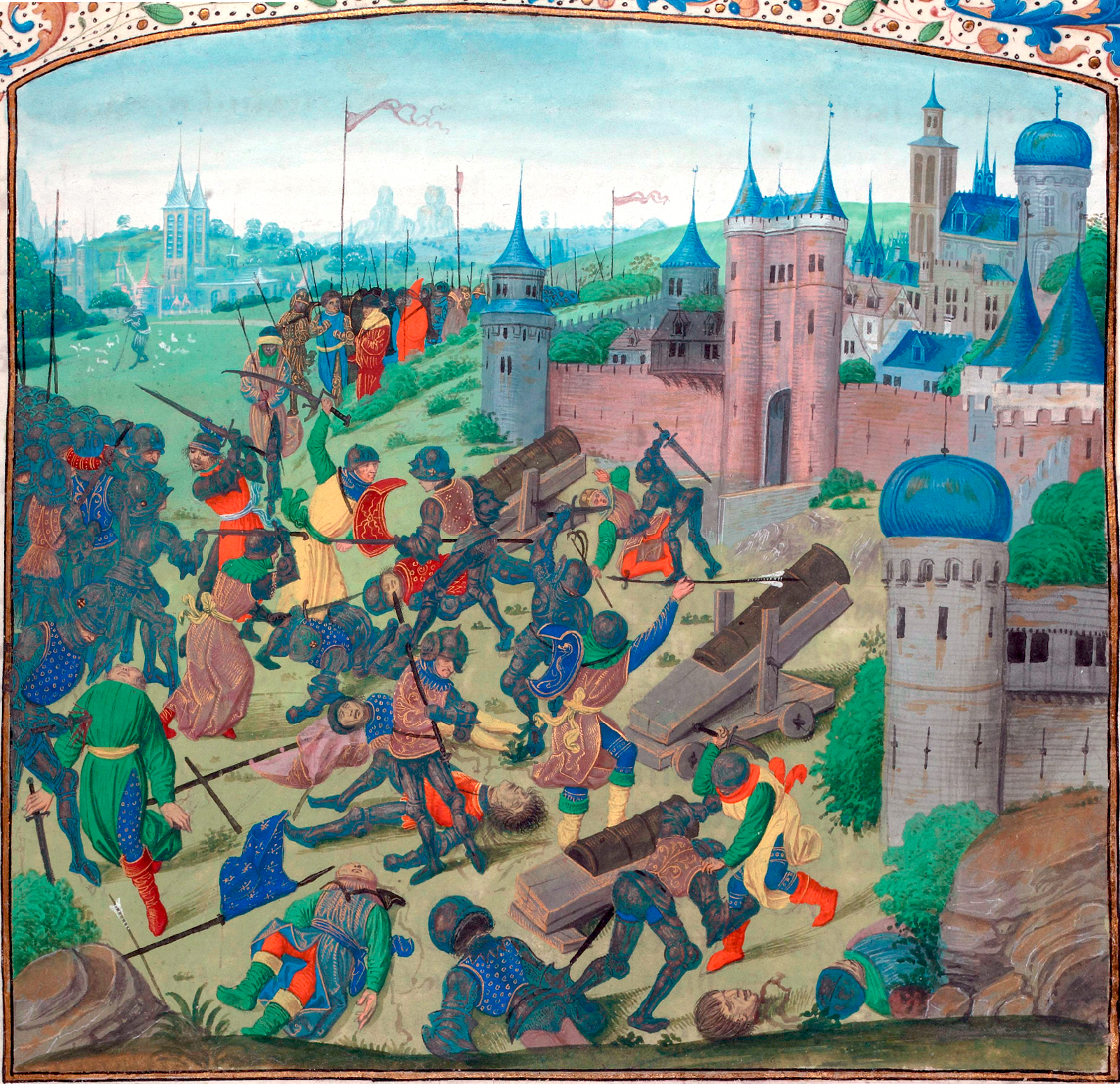
Illustrazione dedicata alla battaglia di Nicopoli del 1396. La sconfitta della coalizione anti-ottomana segnò in negativo il destino del Secondo Impero bulgaro, entrato da allora in una crisi irreversibile fino alla sua dissoluzione

Le incursioni ottomane si susseguirono poco dopo il 1380, culminando nella caduta di Sofia nel 1382 o 1385. Nel frattempo, Ivan Šišman rimase in guerra con la Valacchia fino al 1384. Secondo la Cronaca anonima della Bulgaria, i soldati uccisero il duca Dan I di Valacchia nel settembre del 1386. Egli mantenne anche rapporti ondivaghi con Ivan Sracimir, che nel 1371 interruppe ogni contatto con Tărnovo e separò la diocesi di Vidin dal Patriarcato di Tărnovo. I fratelli non parteciparono alle campagne difensive condotte contro gli ottomani. A giudizio dello storico Konstantin Jireček, invece, combatterono duramente per il possesso di Sofia. In virtù delle sue guerre condotte, Ivan Šišman violò i suoi obblighi di vassallo riguardo alla partecipazione dei suoi soldati alle lotte contro gli osmanici, cogliendo invece ogni opportunità per cooperare con i serbi e gli ungheresi. Questa serie di coincidenze portò alle grandi campagne ottomane del 1388 e del 1393.
Nonostante la strenua resistenza offerta dai difensori, gli ottomani conquistarono molte importanti città e fortezze nel 1388 e, un lustro più tardi, a seguito dell'assedio di Tărnovo durato tre mesi, gli aggressori fecero il loro ingresso nella capitale. Ivan Šišman morì nel 1395, quando i turchi sotto il comando di Bayezid I conquistarono l'ultima fortezza bulgara, Nicopoli. Ivan Sracimir si unì alla crociata del re ungherese Sigismondo l'anno seguente. Dopo la disfatta riportata dall'esercito cristiano nella battaglia di Nicopoli, gli osmanici attaccarono e conquistarono immediatamente Vidin, causando la dissoluzione definitiva dello Stato bulgaro medievale. I focolai di resistenza fomentati da Costantino II e dal principe Fružin si esaurirono solo nel 1422.

## Politica

### Ordinamento dello Stato
Da un punto di vista strutturale, il Secondo Impero bulgaro era una monarchia ereditaria «fortemente centralizzata e di tipo orientale» governata da un sovrano detto zar. Il titolo esisteva già nel X secolo, all'epoca del Primo Impero bulgaro, e veniva enfatizzato con la formula «In Cristo Dio fedele imperatore e autocrate», a cui talvolta si aggiungeva «[di tutti i bulgari] e i romani, i greci e i valacchi». La locuzione «di tutti i bulgari» fu introdotta nel XIV secolo, quando l'impero perse gran parte del territorio abitato dai bulgari, e stava a significare che i governanti esercitavano la formale autorità anche su quei conterranei che vivevano al di fuori dei confini politici amministrati dal sovrano di turno.

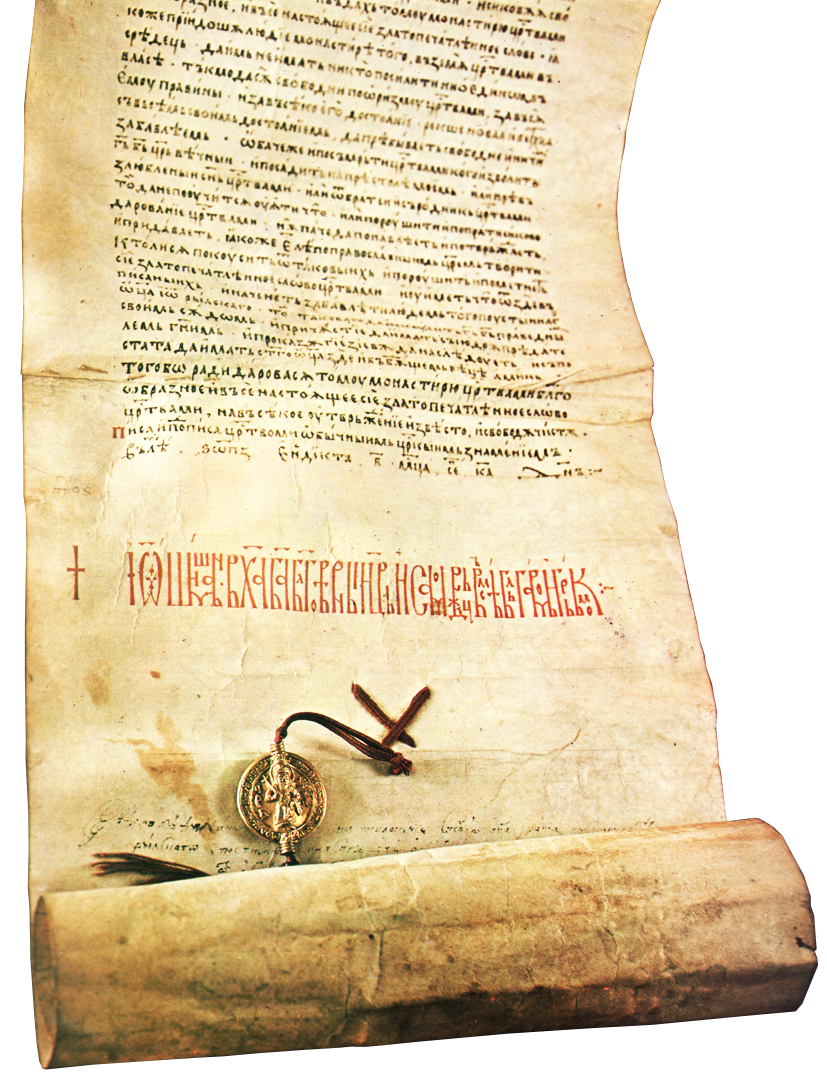
I decreti reali bulgari medievali, incluso il Decreto Rila emesso da Ivan Šišman del 1378 raffigurato nell'immagine, rappresentano un'importante fonte di informazioni sulla società bulgara medievale e sul funzionamento dell'apparato statale

L'imperatore aveva l'autorità suprema sugli affari statali e religiosi, motivo per cui l'andamento dell'impero dipendeva fortemente dalle sue capacità personali. Anziché lasciare la gestione a governanti minorenni, quando occorreva lo Stato era guidato da un reggente, che nel più dei casi corrispondeva alla figura dell'imperatrice madre, del patriarca o dei membri più anziani della dinastia regnante. Con i sempre più rapidi processi di frammentazione feudale nel XIV secolo, divenne consuetudine che i figli del monarca ricevessero titoli governativi già durante il regno dei loro padri; essi erano spesso definiti chiamati co-sovrani o imperatori minori.
A differenza del Primo Impero bulgaro, l'amministrazione statale del secondo fu fortemente influenzata dall'esempio bizantino. La maggior parte dei titoli nobiliari o di quelli riservati a cortigiani e a funzionari traeva la propria origine da termini in greco bizantino che venivano tradotti poi in bulgaro. Benché vi fossero alcune differenze nell'organigramma burocratico, delle descrizioni dettagliate relative al funzionamento dell'amministrazione bulgara sopravvivono soltanto in poche fonti primarie. Il consiglio dei boiardi, che comprendeva i nobili più influenti e il patriarca, si occupava di politica estera e interna, comprese le dichiarazioni di guerra, la stipula di alleanze e la firma di trattati di pace. I più alti funzionari statali erano il grande logoteta, che aveva grosso modo il ruolo di un primo ministro, e il protovestiario, il quale era responsabile della tesoreria e delle politiche economiche. I titoli dell'alta corte, come quello di despota e sebastocratore, venivano conferiti principalmente ai parenti del sovrano e non erano sempre associati a funzioni amministrative.

### Suddivisioni amministrative

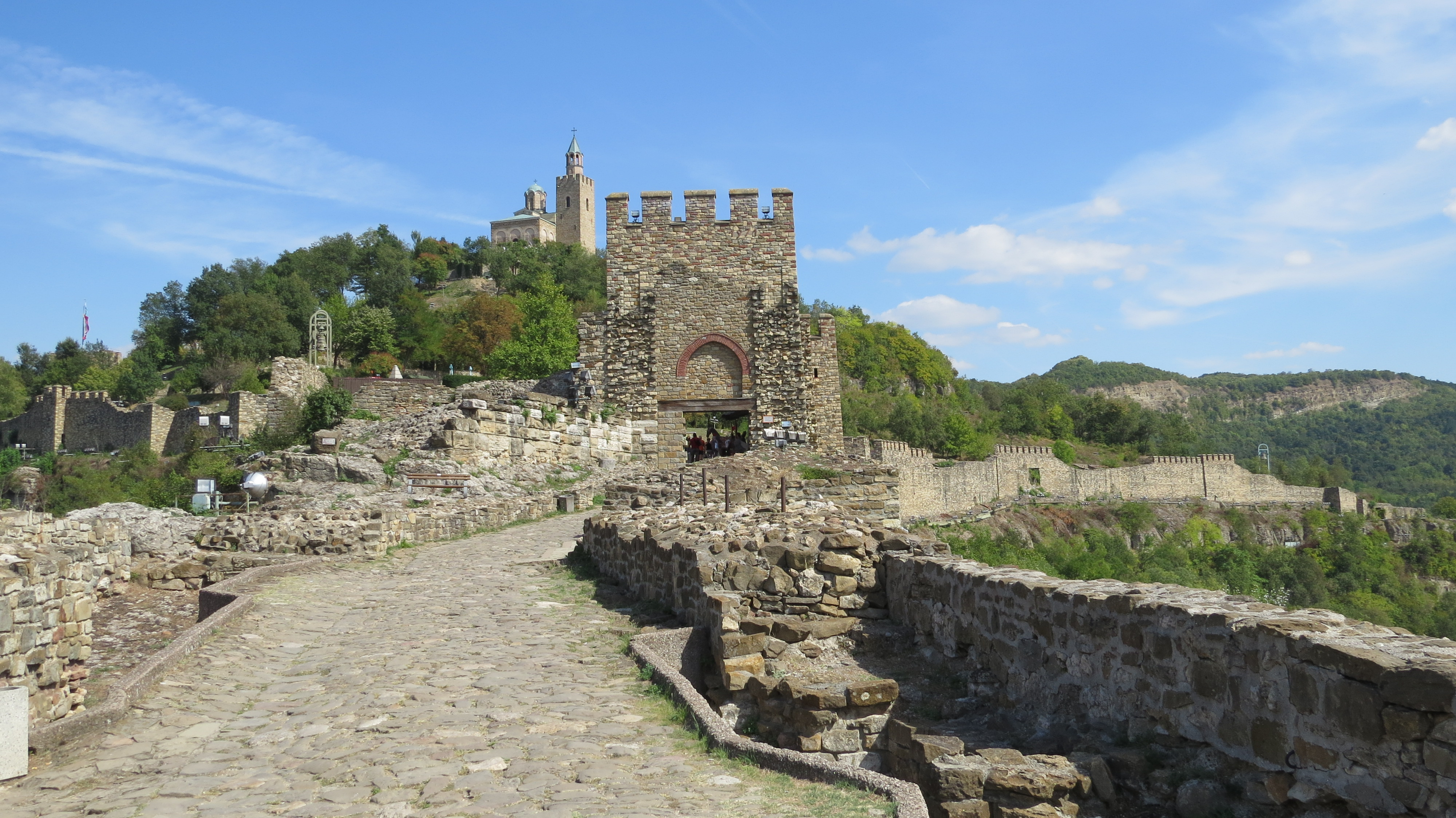
La fortezza di Tsaverets a Veliko Tărnovo, la capitale del Secondo Impero bulgaro

La capitale del Secondo Impero bulgaro era Tărnovo, che godeva di una sorta di statuto speciale sotto l'autorità diretta dell'imperatore. Il paese era diviso in province, il cui numero variò a seconda dell'estensione dei confini imperiali. Nelle fonti primarie di cui si ha conoscenza, le province erano chiamate "hora", rifacendosi al termine greco "χώρα" (chora), oppure in bulgaro "terra" (земя, trasl. zemja), "strana" (страна) e "oblast" (област). Per designare un'unità amministrativa, si aggiungeva solitamente il nome del suo centro principale (ad esempio, per indicare il distretto della capitale si diceva "regione di Tărnovo). I governatori delle province, nominati dall'imperatore, erano chiamati voivoda o "kefalia", con i termini che si ispirano ai "dux" (δουξ) e "kephale" (κεφαλή) bizantini. Le province erano ulteriormente ripartite in catepanati ("katepanikas", sin. "katepanikon", dal bizantino "katepanikion", κατεπανίκιον), a cui capo vi era un catepano subordinati ai duchi. Durante la parentesi al potere di Ivan Asen II (r. 1218-1241), l'impero risultava diviso nelle province di Belgrado, Braničevo, Beroe, Adrianopoli, Dimotika, Skopje, Prilep, Devol e dell'Albania.

### Forze armate e pubblica sicurezza

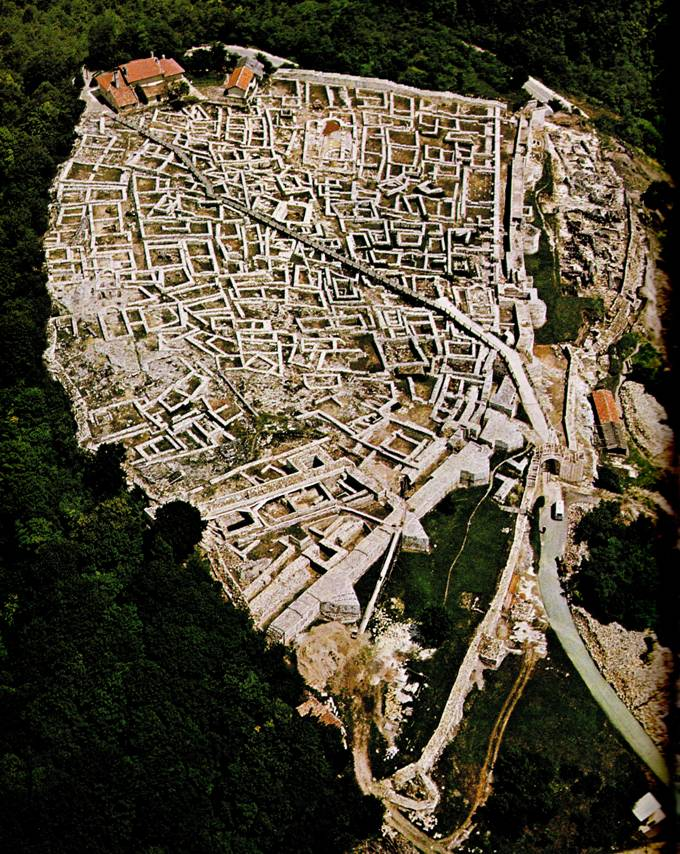
Veduta aerea della fortezza di Šumen, importante fortezza nella Bulgaria orientale

Lo zar del Secondo Impero bulgaro era anche il comandante in capo del suo esercito. Il secondo più alto comandante era quello del grande (velik) voivoda. Le singole divisioni militari erano comandate dai voivodi, mentre i prōtostratōr erano responsabili della difesa di alcune province e del reclutamento dei soldati.
Alla fine del XII secolo, l'esercito poteva contare sulla mobilitazione di 40 000 uomini, mentre nel primo decennio del XIII secolo lo Stato poteva mobilitare circa 100 000 uomini. Kalojan disse di essere pronto a mettere a disposizione proprio questo numero di soldati in occasione della quarta crociata, più precisamente quando Baldovino delle Fiandre stava per attaccare Costantinopoli nel 1204. Alla fine del XIII secolo, il numero dei soldati era sceso a meno di 10 000. Le fonti lasciano intendere che gli eserciti bizantini sconfitti e composti da 5 000 e 10 000 soldati superassero in termini numerici l'esercito di Ivailo. Con la stabilizzazione politica della Bulgaria avvenuta nella prima metà del XIV secolo,  intorno al 1330 la forza militare aumentò a 11 000-15 000 uomini. I guerrieri erano ben equipaggiati, essendo dotati in caso di bisogno di armi d'assedio tra cui arieti, torri d'assedio e catapulte.
L'esercito bulgaro impiegò diverse tattiche belliche, a seconda dell'esperienza dei soldati e delle caratteristiche del terreno. I passi di montagna dei Balcani giocarono un ruolo importante nella strategia militare e nella difesa contro il potente esercito bizantino. In tempi di guerra, i bulgari impiegavano la cavalleria leggera per devastare il territorio nemico su un ampio fronte, saccheggiare villaggi e piccole città, bruciare raccolti e prendere persone e bestiame. L'esercito tendeva a muoversi assai spesso. Nei quattro giorni precedenti alla battaglia di Klokotnica del 1230, ad esempio, l'esercito bulgaro percorse tre volte la distanza che il Despotato d'Epiro percorse in una settimana. Nel 1332 è noto che le armate percorsero 230 km in cinque giorni.
Il generale ottomano Lala Şahin Pascià scrisse della guarnigione di Sofia:
La Bulgaria mantenne una lunga catena di fortezze funzionali alla difesa dell'impero il cui centro principale era costituito dalla capitale Tărnovo. A nord esistevano delle fortezze attive su entrambe le sponde del Danubio, mentre a sud vi era un triplice gruppo di fortificazioni: il primo era situata lungo i monti Balcani, il secondo lungo la Vitoša, i monti Rodopi e la catena montuosa del Šar, mentre la terza lungo la valle del fiume Arda. A ovest vi era una serie di fortezze nella valle della Morava meridionale.
Nel corso del tempo, soldati e mercenari stranieri svolsero un ruolo importante nell'esercito bulgaro e nelle sue tattiche. Sin dallo scoppio della rivolta di Asen e Pietro contro i bizantini e successivamente contro i crociati, la cavalleria leggera e mobile cumana trovò ampio impiego. Kalojan disponeva di ben 14 000 cavalieri cumani nella battaglia di Adrianopoli. I loro comandanti entrarono a far parte della nobiltà bulgara e alcuni riuscirono a rivestire alte cariche amministrative o militari. Nel XIV secolo, la Bulgaria fece sempre più affidamento su combattenti stranieri, tra cui cavalieri dell'Europa occidentale, mongoli, osseti e valacchi. Michele III Šišman e Ivan Alessandro vantavano una divisione composta da 3 000 cavalieri mongoli nei loro eserciti. Nel 1350, l'imperatore Ivan Alessandro assunse anche dei guerrieri ottomani, proprio come l'imperatore bizantino e i russi.

## Società ed economia
La società bulgara era divisa essenzialmente in tre classi sociali: il clero, la nobiltà e i contadini. La nobiltà includeva i boiardi, che erano noti come "boylas" già nel Primo Impero bulgaro e rappresentavano l'aristocrazia più abbiente, i giudici e l'intero esercito. I boiardi erano divisi in boiardi superiori e inferiori. I primi erano latifondisti che a volte vantavano a titolo di feudi decine o addirittura centinaia di villaggi; inoltre, spesso ricoprivano alte cariche amministrative o militari. La maggioranza del terzo ceto sociale era costituita da contadini subordinati o al governo centrale o ai feudatari locali. Il numero di questi ultimi aumentò notevolmente durante il processo di feudalizzazione della Bulgaria. La possibilità di ereditare una proprietà era concessa soltanto agli adulti e non ai figli in tenera età.

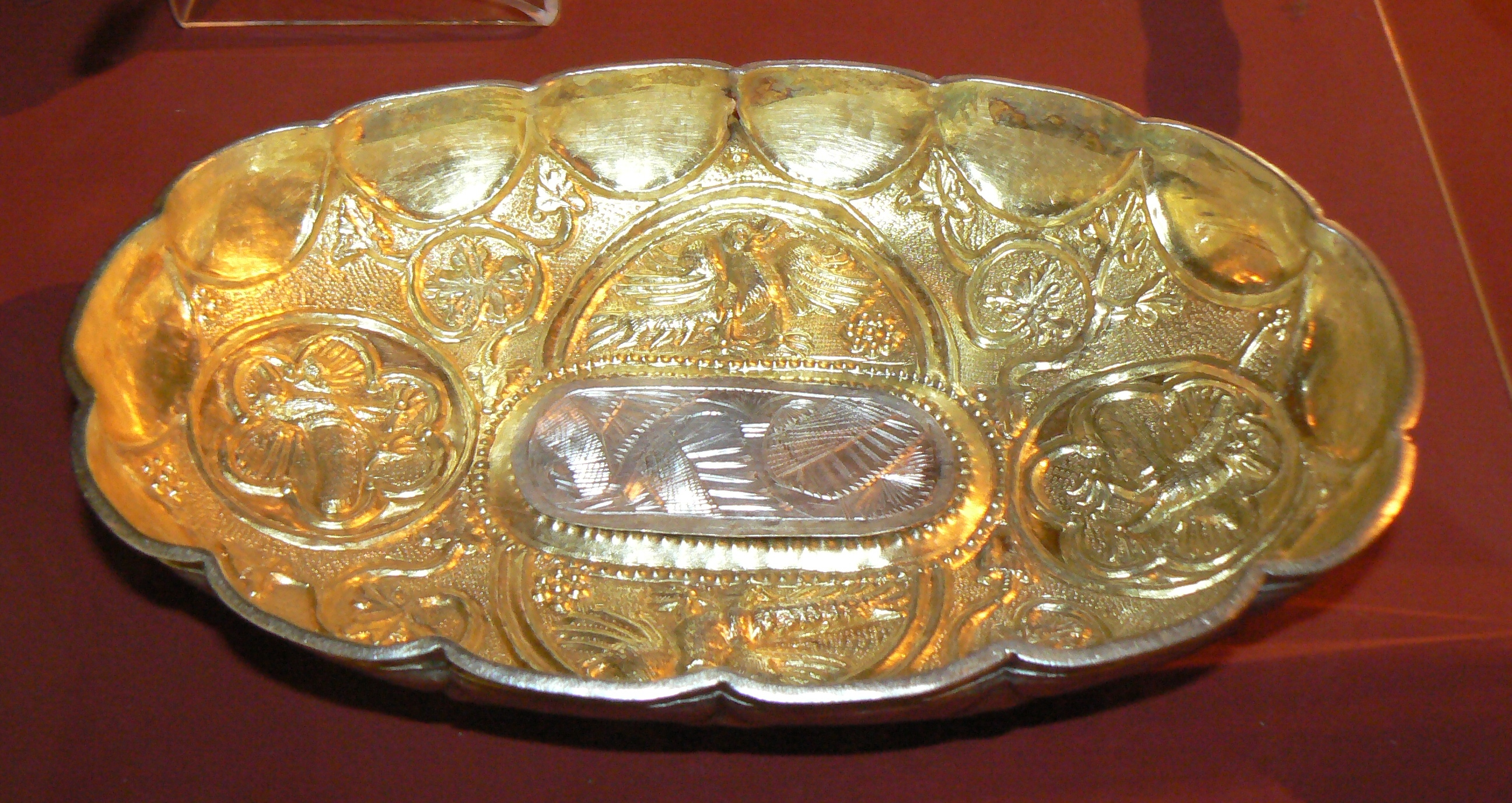
Vassoio d'argento dal tesoro di Nicopoli, XIV secolo

L'economia del Secondo Impero bulgaro si basava sull'agricoltura, l'estrazione mineraria, l'artigianato tradizionale e il commercio. Dal XII al XIV secolo l'agricoltura e la zootecnia assunsero un ruolo preminente. In Mesia, Zagora e Dobrugia si produceva principalmente grano, considerato di altissima qualità. La coltivazione del frumento, dell'orzo e del miglio si diffuse anche nella maggior parte della Tracia. La domanda aumentò a seguito della conquista ottomana dell'Asia minore. Il vino veniva prodotto nelle zone vinicole della Tracia, nei pressi del Mar Nero e nelle valli dello Struma e del Vardar, in Macedonia. Dall'inizio del XIII secolo, la coltivazione di ortaggi, frutta e uva divenne sempre più importante. Gli estesi boschi e pascoli, soprattutto nelle zone montuose e pedemontane, permettevano l'allevamento del bestiame. Col tempo si svilupparono anche la bachicoltura e soprattutto l'apicoltura. Il miele e la cera d'api di Zagor erano tra i prodotti delle api di migliore qualità e pregio sul mercato bizantino. La legna veniva tagliata solo in una parte delle foreste (branišča), mentre alcune porzioni erano recintate e in queste ultime il disboscamento era vietato.
Il numero crescente di città fondate incoraggiò lo sviluppo dell'artigianato, della metallurgia e dell'industria mineraria. I prodotti agricoli venivano trasformati principalmente in pane, formaggio, burro e vino. Il sale si estraeva principalmente nelle lagune del Mar Nero a nord di Burgas. Tra i mestieri praticati più comuni vi erano il calzolaio, il falegname, il sarto e il conciatore. Varna era nota per il trattamento delle pellicce di volpe, destinate principalmente all'abbigliamento di lusso e ai copricapi degli aristocratici. Secondo le informazioni riportate dalle fonti occidentali, vi era molta seta in Bulgaria. Il cavaliere della Piccardia Roberto de Clari la menziona in un omaggio alla principessa bulgara Maria:
(Roberto de Clari)
Fabbri, scalpellini e ingegneri svilupparono catapulte, arieti e altre armi d'assedio impiegate principalmente all'inizio del XIII secolo. La lavorazione dei metalli crebbe principalmente nella Bulgaria occidentale a Čiprovci, Velebusdo e Sofia, mentre nell'est a Tărnovo e Mesembria.

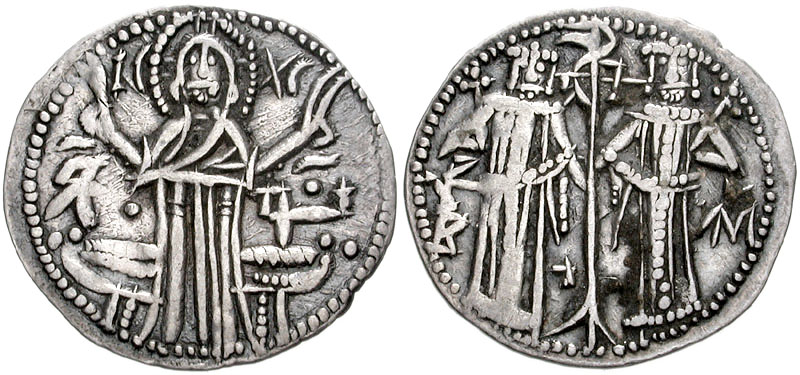
Moneta con l'immagine di Ivan Alessandro e di suo figlio Michele Asen IV (retro)

Nel Secondo Impero bulgaro, la monetazione aumentò costantemente e raggiunse il suo apice durante il regno di Ivan Alessandro (r. 1331-1371). L'imperatore Kalojan (r. 1197-1207) ottenne il diritto di coniare delle proprie monete insieme al riconoscimento del papa. Nella metà del XIII secolo si svilupparono laboratori di incisione e delle zecche ben organizzati, in cui venivano realizzate monete di rame, bronzo e argento. La riforma monetaria introdotta dall'imperatore Costantino Tih (r. 1257-1277) impiantò gradualmente il sistema monetario in Bulgaria. La rivolta di Ivajlo e le incursioni dei mongoli alla fine del XIII secolo destabilizzarono così tanto la zecca che il denaro prodotto precipitò di un decimo. Con la ristabilizzazione dell'impero dopo il 1300, i monarchi bulgari aumentarono la quantità di denaro in circolazione, comprese le monete d'argento, e il pagamento esclusivamente in valuta emessa in Bulgaria non avvenne se non dal 1330. La disintegrazione dell'autorità centrale alla vigilia dell'invasione ottomana portò alla coniazione di pezzi rudimentali, senza l'indicazione di un sovrano e mal contraffatti. Oltre alle monete bulgare entrarono in circolazione anche quelle bizantine, latine, veneziane, serbe e mongole. Nella seconda metà del XIV secolo, la quantità di denaro emesso dalle zecche bulgare iniziò ad aumentare, motivo per cui le autorità iniziarono a limitare la quantità di denaro straniero in circolazione. Le monete venivano coniate anche da alcuni magnati bulgari indipendenti e semi-indipendenti, tra cui Svetoslav e Dobrotitsa.

## Religione

### Politica religiosa

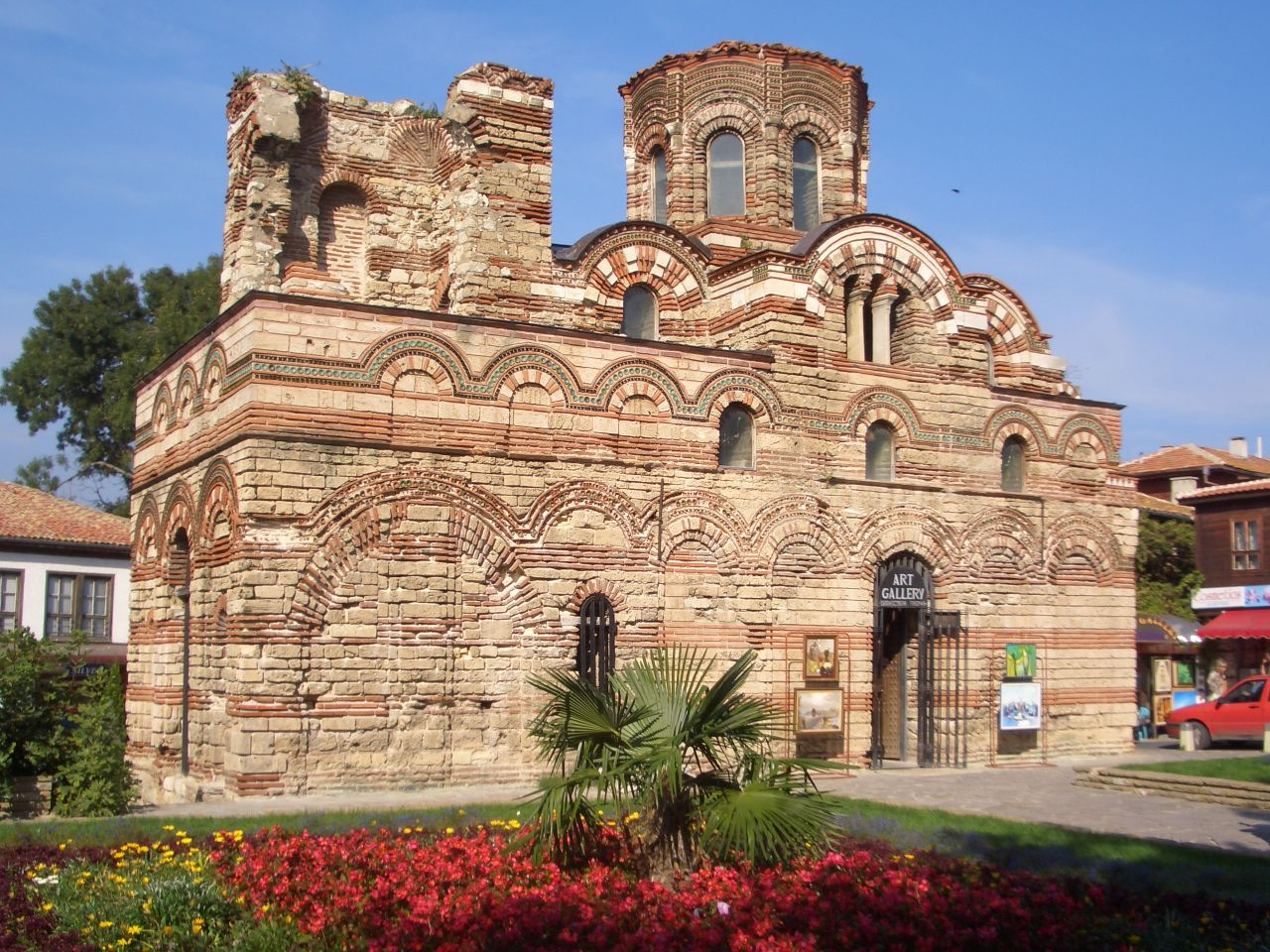
Chiesa del Cristo Pantocratore a Nesebăr

Dopo la costituzione dello Stato, le prime priorità della politica estera riguardarono il riconoscimento del titolo imperiale del monarca e la restaurazione del patriarcato bulgaro. La costante guerra con l'Impero bizantino costrinse i sovrani bulgari a rivolgersi al papato. Nella sua corrispondenza con Innocenzo III, Kalojan chiese il riconoscimento del titolo imperiale sulla base di motivazioni storiche legate al Primo Impero bulgaro. In cambio, Kalojan promise al pontefice il riconoscimento della sovranità del papato sulla Chiesa bulgara. L'alleanza tra la Bulgaria e Roma fu formalizzata il 7 ottobre 1205, quando il legato pontificio incoronò come sovrano Kalojan e l'arcivescovo Basilio di Tărnovo fu dichiarato primate. Nelle sue lettere alla Santa Sede, Basilio si rivolgeva a se stesso come "patriarca", appellativo a cui Roma non si opponeva. Kalojan, allo stesso modo di Boris II (r. 852-889) trecento anni prima di lui, negoziò con il papato soltanto su questioni politiche e senza alcuna seria intenzione di convertirsi al cattolicesimo. L'unione con Roma durò fino al 1235 e non ebbe alcun effetto sulla Chiesa bulgara, che continuò a praticare consuetudini e riti ortodossi.
Le ambizioni della Bulgaria di diventare il centro religioso del mondo ortodosso ebbero un ruolo importante nella dottrina di stato. Dopo la caduta di Costantinopoli nel 1204, Tărnovo divenne per un certo periodo il centro principale della religione ortodossa. Gli imperatori bulgari raccolsero con avidità delle reliquie di santi cristiani per aumentare il prestigio della loro capitale. Il riconoscimento ufficiale del Patriarcato bulgaro, restaurato al Concilio di Lampsaco nel 1235, costituì un passo importantissimo nella realizzazione del sogno bulgaro di proporsi come una Seconda Costantinopoli. Il Patriarcato si oppose vigorosamente all'iniziativa del papato di riunire la Chiesa ortodossa a Roma. L'apparente volontà di compromesso del Patriarcato di Costantinopoli e dell'imperatore bizantino al Secondo Concilio di Lione del 1272-1274 fu aspramente criticata dal patriarca bulgaro Ignazio, che fu chiamato «il pilastro dell'Ortodossia». Egli inviò una delegazione al patriarca di Gerusalemme con il compito di formare un'alleanza anti-bizantina, che comprendesse gli altri due patriarchi orientali. La delegazione non raggiunse tuttavia l'obiettivo.
Le controversie con il Patriarcato di Costantinopoli sulla legittimità del Patriarcato bulgaro si intensificarono nel XIV secolo. Nel 1355, il patriarca ecumenico Callisto I cercò di imporre la sua suprema autorità sulla Chiesa bulgara sostenendo che, secondo le disposizioni del Concilio di Lampsaco, essa rimaneva subordinata a Costantinopoli e quindi doveva versarle una tassa annuale. Le richieste non erano avvalorate da documenti ufficiali, motivo per cui le autorità ecclesiastiche bulgare non le presero in considerazione.
L'impianto ecclesiastico bulgaro si ispirava alle tradizioni del Primo Impero bulgaro. Il capo della Chiesa era il patriarca bulgaro, il quale faceva parte del consiglio di governo (Sinklit) e, se necessario, fungeva da reggente. Il patriarca era assistito da un'assemblea di vescovi selezionati, sommi sacerdoti e talvolta rappresentanti delle autorità secolari. La Chiesa bulgara seguiva rigorosamente la politica statale dettata dalla corte: il patriarca Gioacchino, ad esempio, venne accusato di tradimento e giustiziato per presunti legami con i mongoli. La maggiore estensione territoriale raggiunta dalla Chiesa bulgara coincise con il regno di Ivan Asen II (r. 1218-1241), quando contava le seguenti quattordici diocesi: Preslav, Červen, Loveč, Sofia, Oveč, Drăstăr, Vidin, Seres, Filipi, Mesembria, Braničevo, Belgrado, Niš e Velebusdo e le cui sedi principali erano situate a Tărnovo e a Ocrida.

### Esicasmo

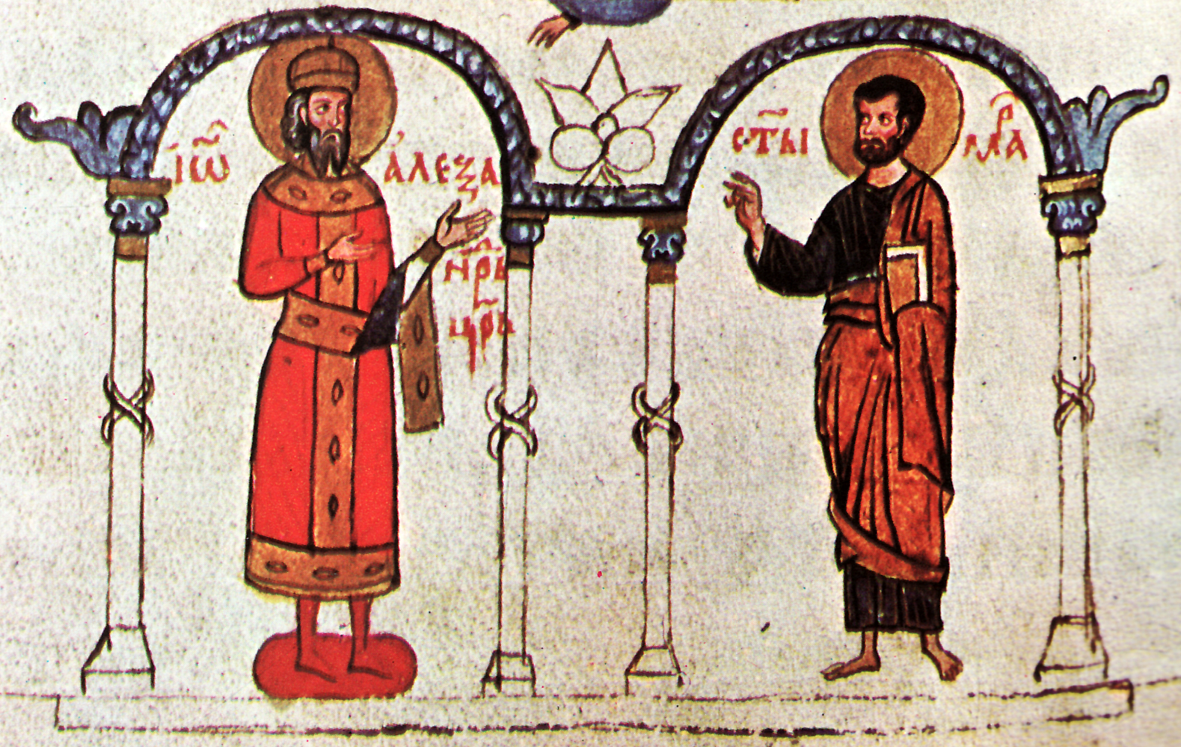
L'imperatore Ivan Alessandro, patrono dell'esicasmo

L'esicasmo (dal greco ἡσυχασμός, esukasmos, ovvero calma, tranquillità) fu un movimento e una dottrina ascetica diffusa dall'Oriente cristiano che fiorì nei Balcani soprattutto nel XIV secolo. Il movimento mistico insegnava una tecnica di preghiera spirituale che, attraverso la ripetizione e la corretta respirazione, permetteva di scorgere la luce divina. L'esicasmo suscitò un'impressione così profonda sull'imperatore Ivan Alessandro (r. 1331-1371) che egli si propose quale patrono dei monaci di quella dottrina. Nel 1335, concesse rifugio a Gregorio del Sinai e denaro per la costruzione di un monastero a Paroria, sui monti dello Strandža, a sud-est del paese, che attirò il clero dalla Bulgaria, dall'Impero bizantino e dalla Serbia. L'esicasmo, attraverso le opere dei discepoli di Gregorio del Sinai, divenne l'ideologia dominante nella Chiesa ortodossa bulgara. Un allievo di Gregorio, Teodosio di Tărnovo, tradusse le sue opere in lingua bulgara. L'ideologia raggiunse il suo apice durante il ministero dell'ultimo patriarca bulgaro medievale, Eutimio di Tărnovo (1375-1394). Teodosio fondò il monastero di Kilifarevo, vicino alla capitale bulgara, che divenne il nuovo centro esicastico e letterario dell'impero. Gli intellettuali mantennero legami permanenti indipendentemente dalla loro etnia, circostanza che ebbe un impatto significativo sugli scambi culturali e religiosi nei Balcani.

### Bogomilismo e altri movimenti eretici
Il bogomilismo fece la sua comparsa già nel X secolo nel Primo Impero bulgaro. Successivamente esso si diffuse in tutti i Balcani e dopo il crollo del Primo Impero bulgaro fiorì anche in territorio bizantino. La Chiesa Ortodossa d'Oriente dichiarò i bogomili eretici a causa del loro appello alla disobbedienza civile.
In Bulgaria, il bogomilismo fu riportato in auge a seguito del declino militare e politico durante il regno dell'imperatore Boril (r. 1207-1218). L'imperatore decise di adottare immediatamente dei seri provvedimenti. L'11 febbraio 1211 presiedette il primo sinodo bulgaro relativo alla setta a Tărnovo, che si concluse con la scelta di intimare i bogomili a convertirsi immediatamente alla religione ortodossa, pena la loro espulsione. La Chiesa ortodossa, nonostante la stretta collaborazione con la Chiesa cattolica romana, si attenne strettamente a un modus operandi autonomo. Nel Libro di Boril, a lui dedicato, il sovrano omonimo è descritto come un «imperatore ortodosso», e il sinodo di Tărnovo è stato incluso nell'elenco dei sinodi ortodossi. Le misure di Boril ridussero notevolmente l'influenza del bogomilismo, ma non sradicò del tutto i suoi seguaci.
Nel XIV secolo, gli esuli bizantini portarono in Bulgaria diversi movimenti eretici, tra cui l'adamismo e il barlamismo. Nel corso di un concilio tenutosi nella chiesa a Tărnovo nel 1360, al quale parteciparono anche la famiglia imperiale, il patriarca, la nobiltà e il clero, tutti questi movimenti, incluso il bogomilismo e l'ebraismo, furono duramente condannati. Dopo il 1360, i bogomili in Bulgaria scompaiono da qualsiasi fonte, circostanza la quale lasciare intuire che la setta si indebolì molto e contava soltanto pochi sostenitori. La persecuzione degli adamiti e dei barlamiti restanti continuò su scala minore sotto la guida di Teodosio di Tărnovo e del patriarca Eutimio.

## Cultura
Il Secondo Impero bulgaro rappresentò il centro di una fiorente cultura che raggiunse l'apice tra la metà e la fine del XIV secolo durante il dominio di Ivan Alessandro (r. 1331-1371). L'architettura, l'arte e la letteratura bulgara si diffusero anche attraverso i confini della Serbia, della Valacchia, della Moldavia e dei principati russi e influenzarono le culture slave. La Bulgaria influenzò anche le tendenze culturali contemporanee nell'impero bizantino. Il principale centro culturale e spirituale era Tărnovo, che ambiva come detto a divenire la "Seconda Costantinopoli" o la "Terza Roma". I contemporanei la chiamavano Tsarevgrad-Tărnovo, seguendo l'esempio di Zargrad-Costantinopoli. Altri importanti centri culturali furono Vidin, Sofia, Mesembria e molti monasteri attivi nei vari angoli dell'impero.

### Architettura

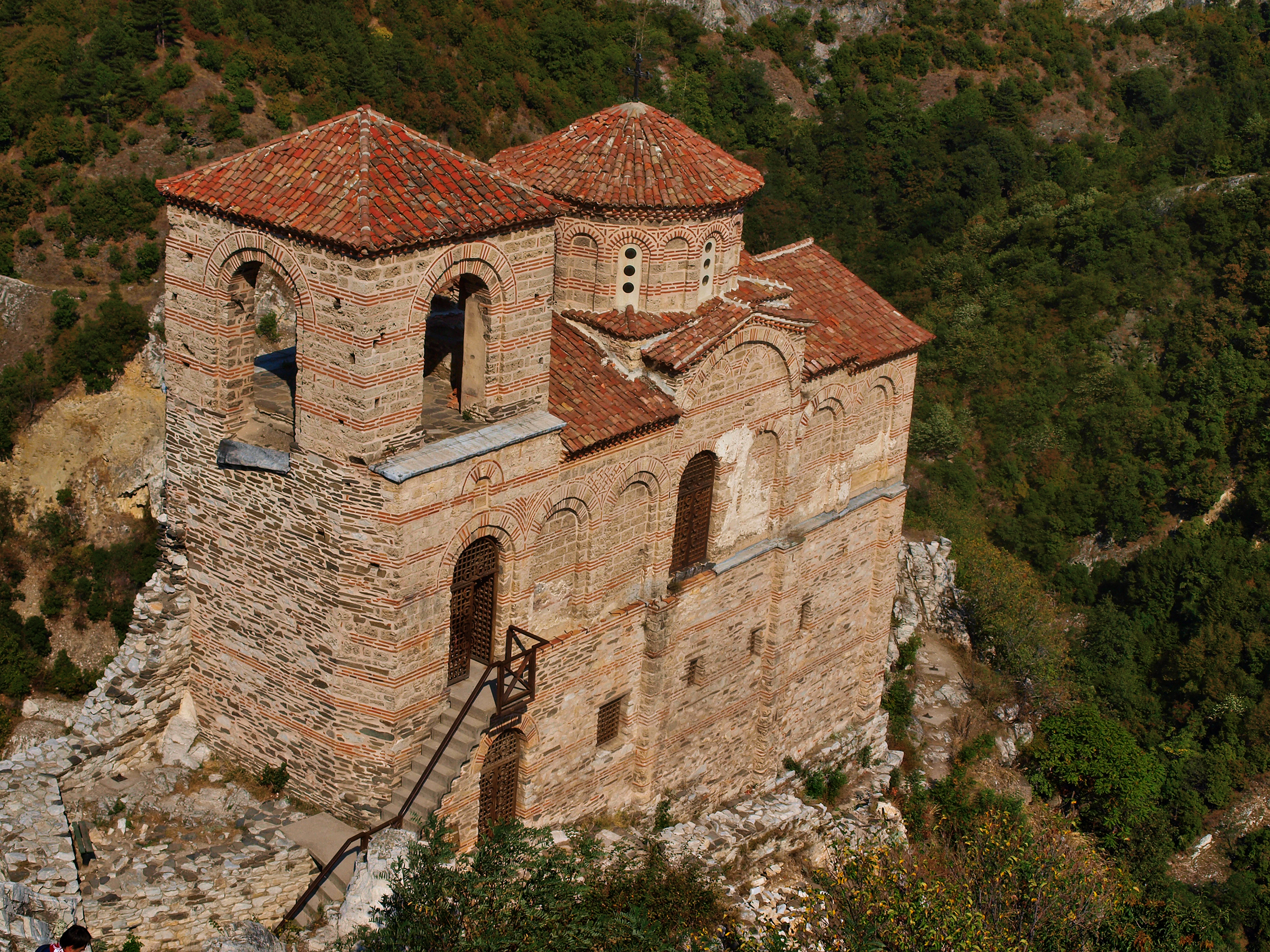
Chiesa della Santa Madre di Dio nella fortezza di Asen

Nel XIII e XIV secolo, nel Secondo Impero bulgaro crebbe una rete di città, comprese alcune la cui popolazione crebbe gradualmente nel corso dei secoli. Le città vennero costruite principalmente in località difficili da raggiungere e, di solito, consistevano in una sezione esterna e una interna. La nobiltà risiedeva nella cittadella, mentre la maggior parte dei cittadini al di fuori delle mura interne. Si soleva poi separare i quartieri in cui vivevano la nobiltà, gli artigiani, i mercanti e gli stranieri. La capitale Tărnovo sorgeva sulle colline di Tsarevets, Trapezica e la fortezza di Momina, al di sopra dei meandri del fiume Jantra. Nei sobborghi, lungo il fiume, vi erano anche dei quartieri separati per gli europei occidentali (in particolare il quartiere Frankovska, a sud-est di Tsarevers) ed ebrei (a sud di Trapezica).
Le fortezze furono costruite su colline e altipiani. Lo storico bizantino Niceta Coniata riferisce che i castelli bulgari presenti sui Balcani si trovano su «montagne al di sopra delle nuvole». Costruiti in pietra smussata a seguito di un processo di lavorazione e tenuta insieme con del gesso, differivano dagli edifici monumentali nel nord-est della Bulgaria e risalenti all'epoca del primo impero. Gli ingressi e le parti esposte delle mura erano protette da torri merlate. Queste ultime avevano generalmente una forma rettangolare; in alternativa potevano essere irregolari, ovali, tonde, triangolari o a ferro di cavallo.
Lo stile architettonico con cui si realizzavano gli edifici religiosi era assai curato, tanto che le chiese risultavano tra le costruzioni più splendidamente decorate e solidamente ultimate. Nel XIII e XIV secolo le basiliche furono sostituite da chiese cruciformi a una o tre navate con cupole. Gli esterni della chiesa presentano una ricca ornamentazione decorativa con strati alternati di pietra e mattoni e poi ulteriormente decorati con pezzi di ceramica verde, gialla e marrone. Furono decine le chiese realizzate a Nesebăr e in cui emergono le caratteristiche sopraccitate, tra cui si possono menzionare quella di San Giovanni Aliturgo e di Cristo Pantocratore del XIV secolo. Quest'ultima presenta una serie di arcate cieche, motivi floreali a quattro foglie, ornamenti triangolari, ceramiche turchesi circolari e fregi a svastica in mattoni che corrono lungo le pareti esterne. Tutte le oltre venti chiese di Tsarevets erano decorate in modo simile, così come diverse tra le diciassette presenti a Trapezica. Caratteristica è la torre civica rettangolare che si erge al di sopra del nartece della chiesa della scuola di architettura di Tărnovo. Ad alcuni edifici del periodo bizantino, come ad esempio la chiesa della Madre di Dio della fortezza di Asen, si aggiunsero delle torri campanarie durante le fasi di ristrutturazione.

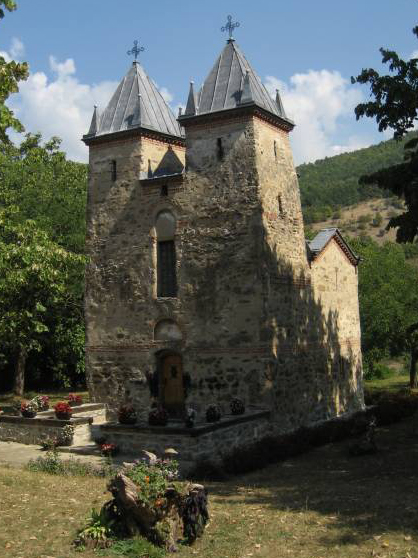
Chiesa della Santa Madre di Dio a Donja Kamenica, oggi in Serbia

La chiesa della Madre di Dio a Donja Kamenica, situata nella parte occidentale dell'Impero bulgaro e nell'odierna Serbia, è costruita in uno stile architettonico insolito. Essa presenta due campanili appuntiti, con ulteriori dettagli nel medesimo stile appuntito in ciascuno dei quattro angoli delle piramide. La chiesa, che rappresenta un unicum tra quelle medievali bulgare, fu progettata attingendo a elementi ripresi in Ungheria e in Transilvania.
Il complesso del palazzo imperiale di Tsarevets a Tărnovo era inizialmente un castello di un boiardo, che sotto Ivan Asen II (r. 1218-1241) e Ivan Alessandro (r. 1331-1371) subì due ampie ricostruzioni. Con una forma vagamente ellittica, occupava una superficie pari a 5 000 m². Le porte d'ingresso erano sorvegliate da torri rotonde e rettangolari; l'ingresso principale era situato nella torre rotonda della facciata settentrionale. Gli edifici erano costruiti attorno a un cortile interno con al centro una chiesa reale riccamente decorata. Il palazzo del patriarca sorgeva sul punto maggiormente sopraelevato di Tsarevets. Progettato in modo simile alla residenza dell'imperatore, misurava circa 3 000 m². Un campanile a quattro angoli confinava con la Cattedrale Patriarcale della Santa Ascensione di Dio. Le stanze residenziali e quelle dei funzionari si trovavano nella parte sud dell'edificio.
Pochi esempi di case nobiliari sono sopravvissuti. A nord del palazzo imperiale sono state scavate le fondamenta di una casa di un boiardo dell'inizio del XIII secolo, che aveva la forma della lettera "L", conteneva delle stanze per ospitare gli occupanti e disponeva di una piccola chiesa a una navata. Esistevano due tipi di abitazioni della gente comune: le case semi-interrate e le case sopra-elevate. Queste ultime venivano costruite nelle città e di solito avevano due piani; il piano inferiore era realizzato con delle pietre levigate e saldate assieme con del fango o dell'intonaco. Le abitazioni più povere venivano realizzate impiegando del legname.

### Arte
La corrente dominante della pittura bulgara del XIII e XIV secolo è conosciuta come scuola pittorica di Tărnovo. Sebbene la pittura bulgara adottasse alcune tendenze del rinascimento bizantino dell'epoca dei Paleologi, esso presenta alcune peculiarità esclusivamente bulgare. La scuola di pittura fu riconosciuta per la prima volta come indipendente dallo storico dell'arte francese André Grabar. Le opere della scuola di Tărnovo contengono punte di realismo espressivo, ritratti stilizzati e una profondità psicologica. Dell'arte profana è sopravvissuto ben poco: alcuni frammenti di pitture murali sono stati scoperti durante gli scavi nella sala del trono del palazzo imperiale di Tărnovo. Probabilmente erano presenti dei ritratti di imperatori e imperatrici bulgari sulle pareti.

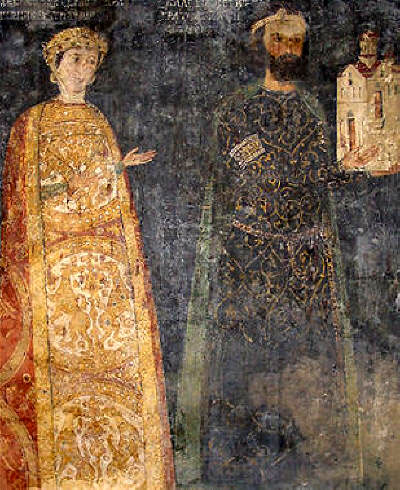
Kalojan e Desislava, sebastocratori di Sredets (Sofia), raffigurati nella chiesa di Bojana

Un esempio della pittura antica della scuola pittorica di Tărnovo è rappresentato dagli affreschi del 1259 presenti nella chiesa di Bojana a Sofia. Si tratta probabilmente di uno dei lavori più completi e meglio conservati che testimonia l'evoluzione dell'arte medievale nell'Europa orientale. Particolarmente realistici sono gli affreschi dedicati ai mecenati della chiesa, i sebastocratori Kalojan e Desislava, e del monarca regnante Costantino Tih e di sua moglie Irene di Nicea, agghindati con abiti da cerimonia. A Ivanovo, nel nord-est della Bulgaria, lo studio delle chiese e delle cappelle scavate nella roccia ha consentito di ricostruire lo sviluppo dell'arte bulgara nel XIII e XIV secolo. Nei dipinti del periodo antico, risalenti al periodo di Ivan Asen II (r. 1218-1241), le figure umane sono rappresentate in modo realistico, con facce ovali e labbra carnose. In contrasto con l'arte bizantina e i canoni ecclesiastici dell'epoca, la maggior parte dei lavori esprime individualità, spiritualità e vitalità. La chiesa di Bojana e le chiese rupestri di Ivanovo sono state in passato iscritte all'elenco dei patrimoni dell'umanità dall'UNESCO.
Nessuna serie completa di dipinti è sopravvissuta a Tărnovo. Nella Chiesa dei Quaranta Martiri sono conservate 35 scene, dipinte con toni tenui e con un senso di realismo, tipico della scuola pittorica di Tărnovo. Su un altro colle fortificato della vecchia capitale, Trapezica, sono stati scoperti affreschi nelle rovine di diciassette chiese. Vi sono inoltre delle raffigurazioni che ritraggono dei militari che indossano abiti sontuosi. La cappella del palazzo era sicuramente decorata con dei mosaici. Nella Bulgaria occidentale, ad esempio nel monastero di Zemen, nella chiesa di Nostra Signora a Donja Kamenica e nella chiesa di San Pietro a Berende, sono caratteristiche notevoli della pittura locale, tra cui la composizione arcaica e i toni non sfumati.

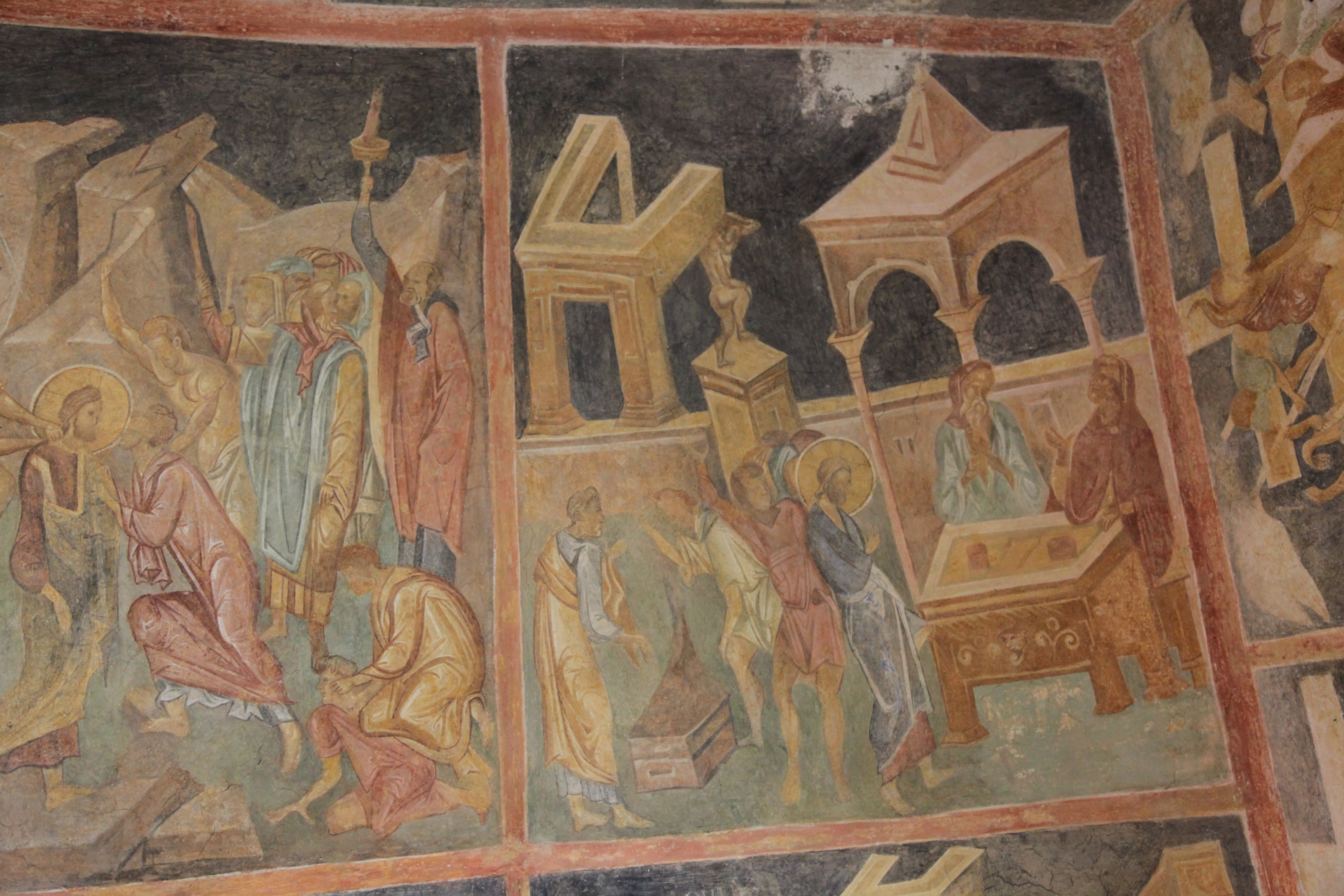
Affreschi in una delle chiese rupestri di Ivanovo

Molti testi risalenti al periodo del Secondo Impero bulgaro contengono miniature di ottima fattura. Gli esempi migliori si rintracciano nella traduzione bulgara delle Cronache di Manasse, nei Tetravangeli di Ivan Alessandro e nel Salterio di Tomić, per un totale di 554 miniature. Le illustrazioni, che immortalano eventi sia teologici sia profani, sono state influenzate dalle opere bizantine coeve e hanno un grande valore estetico.
La scuola di Tărnovo portò avanti e arricchì la tradizione pittorica di icone del Primo Impero bulgaro. Tra le icone più famose si devono ricordare quella di Maria con Gesù della Mesembria (1342), attualmente custodita nella galleria delle icone nella  Cattedrale di Aleksandr Nevskij si Sofia, e San Giovanni di Rila nel monastero della città omonima. Gli affreschi nella chiesa di Bojana e l'icona di San Giovanni di Rila presentano fattezze realistiche e non in sintonia con i canoni artistici ecclesiastici. Su alcune icone sono state inserite lastre d'argento con immagini in rilievo che raffigurano dei santi.

### Letteratura

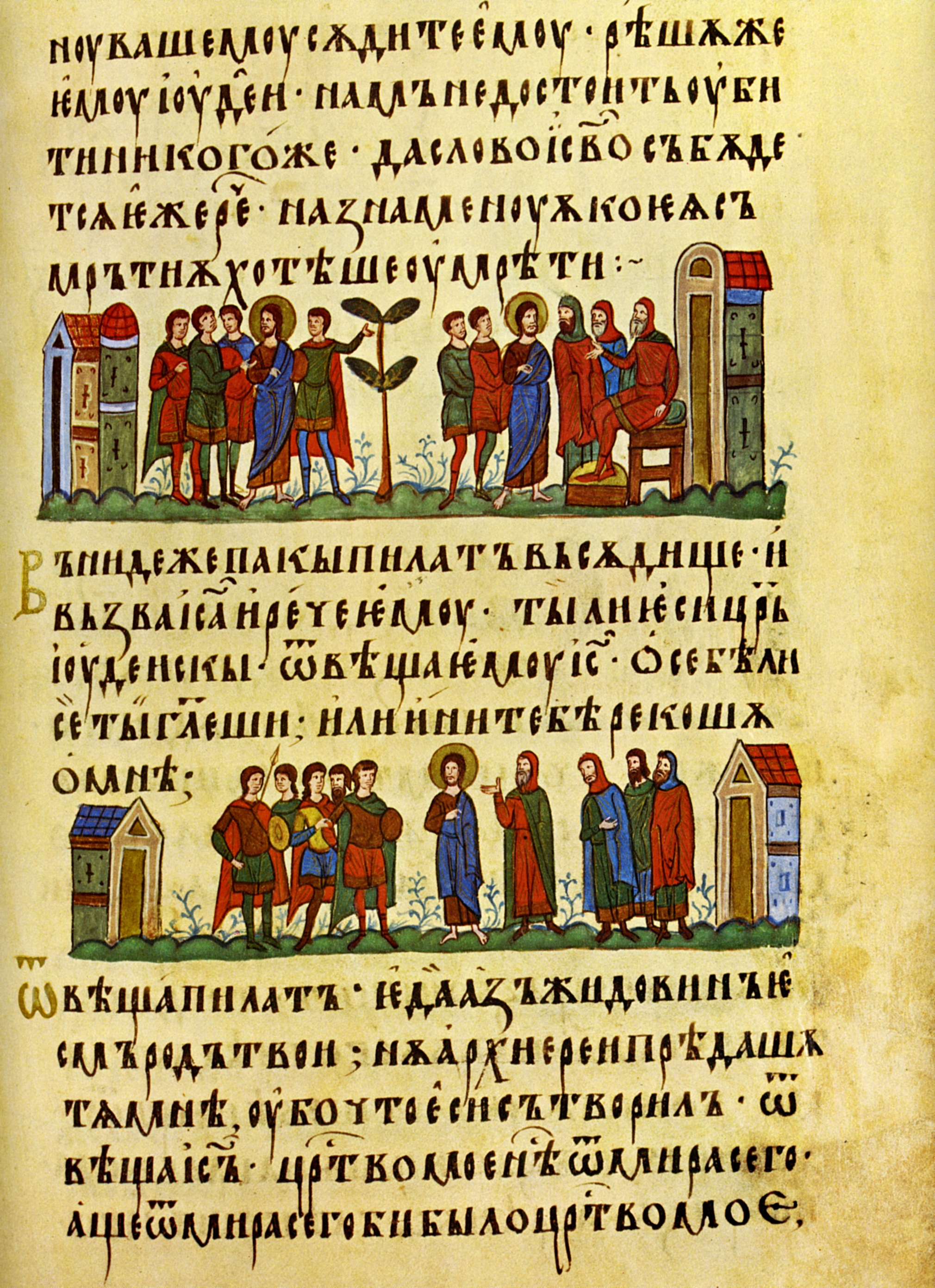
Una pagina tratta dai Tetravangeli di Ivan Alessandro del XIV secolo

I principali luoghi in cui si realizzavano testi erano chiese e monasteri, i quali fornivano istruzione e alfabetizzazione di base in tutta la Bulgaria. Alcuni monasteri si distinguevano dagli altri perché fornivano anche un livello di istruzione più elevato, che comprendeva l'apprendimento della grammatica, dei testi biblici, teologici e antichi, nonché della lingua greca. L'istruzione era aperta pure ai laici, non essendo dunque riservata al clero. Gli studenti che completavano l'istruzione superiore ricevevano il titolo di "gramatik" (граматик). I libri venivano nei primi tempi realizzati impiegando pergamene, ma dall'inizio del XIV secolo fece la sua comparsa la carta, importata quasi esclusivamente a Varna. All'inizio la carta aveva un costo maggiore rispetto alla pergamena, ma verso la fine del secolo il suo prezzo diminuì, evento che coincise con un aumento della produzione dei libri.
Sfortunatamente, sono pochi i testi sopravvissuti risalenti al XII e al XIII secolo. Tra le opere più famose dell'epoca spicca il Libro di Boril, una preziosa fonte di informazioni che riguardano la storia dell'Impero bulgaro, e il Dragan Menaion, che include prima innologia bulgara conosciuta e le melodie degli inni, oltre a liturgie dedicate ai santi bulgari Giovanni di Rila, Cirillo e Metodio e allo zar Pietro I. Sono sopravvissute due liriche scritte da un poeta bizantino della corte di Tărnovo e dedicate al matrimonio di Ivan Asen II con Irene Comneno Ducas. L'autore paragona l'imperatore al sole e lo descrive come «più bello del giorno, più gradevole nell'aspetto».
Nel XIV secolo, la corte iniziò anche a patrocinare la attività letterarie, in particolare su iniziativa dell'imperatore Ivan Alessandro (r. 1331-1371). in collaborazione con molti prolifici studiosi e sacerdoti, il sovrano stimolò un notevole risveglio culturale, i cui lavori realizzati vengono compresi nel filone della scuola letteraria di Tărnovo. La letteratura era patrocinata anche da alcuni nobili facoltosi o da cittadini abbienti. Pratica comune era altresì la traduzione di testi greci e di opere originali con contenuto profano e religioso. Questi ultimi includevano epistole, martirologi, agiografie e inni. La letteratura profana annoverava cronache, poesie, romanzi, racconti brevi, storie di fantasia, racconti apocrifi e racconti popolari, inclusa la Storia di Troia e Alessandria, oltre a opere legali, mediche e di storia naturale.

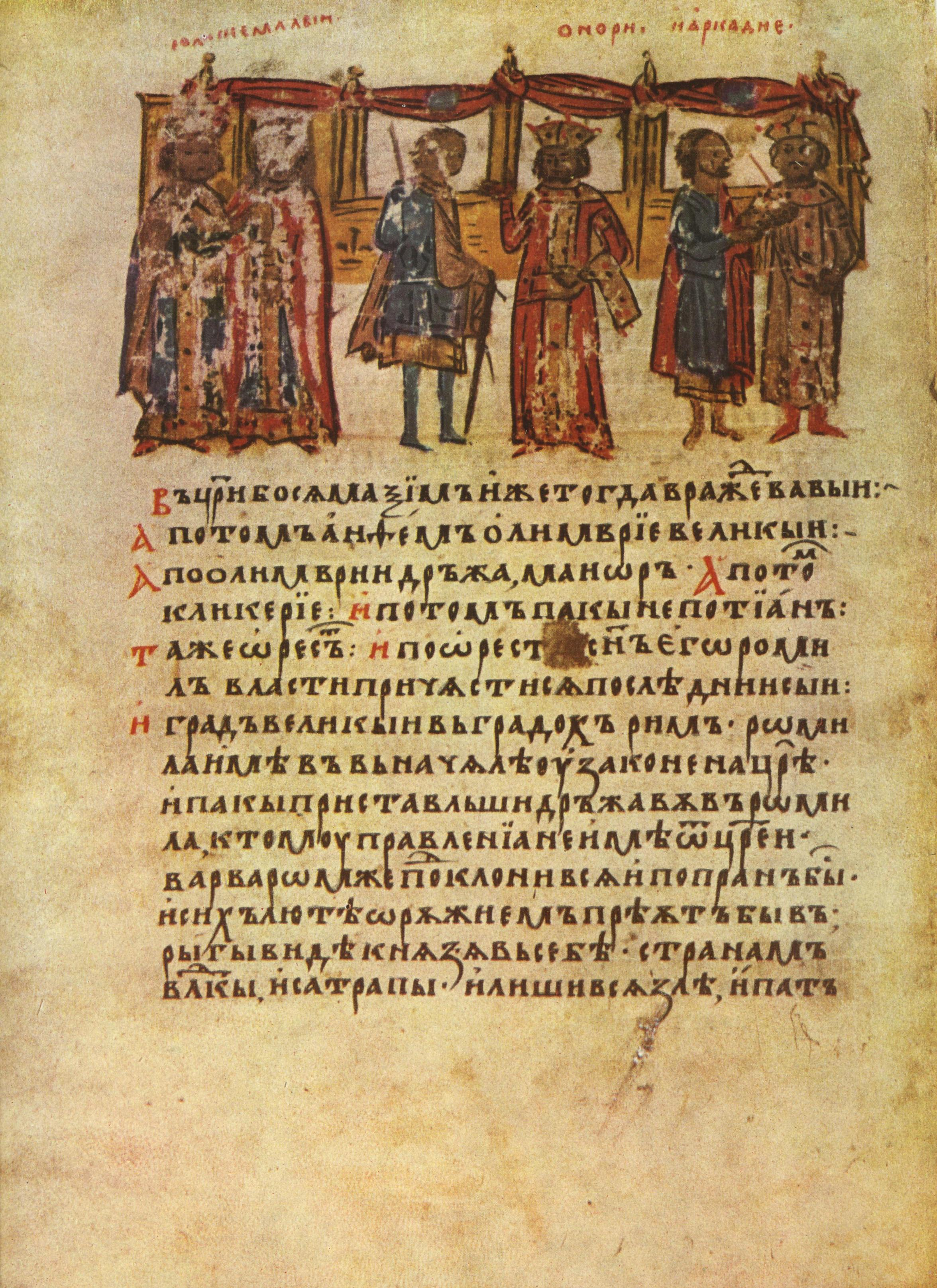
Pagina tratta dalla traduzione bulgara delle Cronache di Manasse

Il primo importante studioso bulgaro del XIV secolo fu Teodosio di Tărnovo (morto nel 1363), un uomo fortemente influenzato dall'esicasmo e dalla sua ideologia, al punto di diffonderla in Bulgaria. Il suo allievo più famoso, Eutimio di Tărnovo (1325 circa-1403 circa), che fu patriarca bulgaro dal 1375 al 1393 e fondò la scuola letteraria di Tărnovo. Oltre ad essere uno scrittore prolifico, Eutimio condusse un'importante riforma linguistica che uniformò l'ortografia e la grammatica della lingua bulgara. Fino a quando non eseguì quest'operazione, nei vari testi redatti venivano utilizzate grafie e grammatiche diverse. Il punto di riferimento della riforma non partì dalla lingua dell'epoca, ma si ispirò all'antico slavo ecclesiastico, impiegato in occasione della prima età d'oro della cultura bulgara, avvenuta tra la fine del IX e l'inizio del X secolo nel Primo Impero bulgaro.
L'occupazione ottomana della Bulgaria costrinse molti studiosi e studenti di Eutimio a lasciare la propria terra di origine. Essi portarono con sé libri, idee e conoscenze in altre terre ortodosse, in particolare in Serbia, Valacchia, Moldavia e principati russi. L'influenza di questi testi si rivelò talmente tangibile nelle terre russe che gli studiosi hanno parlato di una seconda influenza slava nella Russia meridionale. Cipriano, buon amico e compagno di Eutimio, che divenne metropolita di Kiev e di tutta la vecchi Rus', portò con sé esempi e tecniche letterarie bulgare. Grigorij Camblak si avviò alla carriera religiosa in Serbia prima di spostarsi in Moldavia, assumendo poi la carica di metropolita di Kiev. Egli scrisse molti sermoni, liturgie e inni, inclusa l'Epistola elogiativa per Eutimio. Anche Costantino di Kostenets, che visse perlopiù nel Despotato di Serbia, fu un altro emigrato bulgaro di spicco. La sua biografia dedicata a Stefano III Lazaro è stata ritenuta da Georgij Ostrogorskij «l'opera storica più significativa dell'antica letteratura serba».
La letteratura apocrifa, fiorita nel XIII e XIV secolo, si concentrava spesso su questioni evitate nelle opere religiose ufficiali. Vi erano anche molti testi incentrati sulla cartomanzia che predicevano eventi basati sull'astrologia e sui sogni. Alcuni contenevano anche elementi politici, ad esempio una profezia secondo cui un terremoto che si sarebbe verificato di notte avrebbe confuso così tanto il popolo che avrebbe iniziato a guardare l'imperatore con disprezzo. Le autorità condannarono questo genere di testi apocrifo e li inserirono in un indice dedicato ai libri proibiti. Gli apocrifi si diffusero comunque in Russia, tanto che il nobile russo del XVI secolo Andrej Michajlovič Kurbskij, amico e poi oppositore del noto zar Ivan il Terribile, le conosceva e le chiamava «favole bulgare».

### Esplicative
1. ↑  "Zargrad" (il termine è generalmente riportato nella forma slava "Cargrad", che si legge allo stesso modo) era il modo con cui gli slavi indicavano Costantinopoli e il territorio immediatamente circostante.

### Bibliografiche
1. ↑  (BG) Hristo Matanov, В търсене на средновековното време. Неравният път на българите (VII - XV в.) [Alla ricerca del Medioevo. La strada sconnessa dei bulgari (VII - XV secolo)], IK Gutenberg, 2014, ISBN 978-61-91-76018-3.
2. ↑  Fine (1987), p. 13.
3. ↑  (EN) Letters by the Latin Emperor Henry, in LIBI, IV, Sofia, Accademia bulgara delle scienze,  pp. 15, 16.
4. ↑   Francis Dvornik, Gli slavi nella storia e nella civiltà europea, Edizioni Dedalo, 1985,  p. 203, ISBN 978-88-22-00504-5.
5. ↑  (EN) Paul Robert Magocsi, Historical Atlas of Central Europe, University of Toronto Press, 2002,  p. 34, ISBN 978-08-02/08486-6.
6. 1 2  (EN) Second Bulgarian-Vlach Empire, su Romanian History and Culture. URL consultato il 12 luglio 2023 (archiviato dall'url originale il 12 luglio 2023).
7. ↑  (EN) Dimitri Korobeinikov, A broken mirror: the Kipchak world in the thirteenth century, in Florin Curta, The other Europe from the Middle Ages, Brill, 2008,  pp. 394-395.
8. 1 2 3 4  Ostrogorskij (2014), p. 269.
9. ↑  Božilov e Gjuzelev (1999), pp. 342-343, 365.
10. ↑  Božilov e Gjuzelev (1999), pp. 391-392.
11. ↑  Ostrogorskij (2014), p. 270.
12. ↑  Andreev e Lalkov (1996), pp. 140, 143.
13. ↑  Božilov e Gjuzelev (1999), p. 406.
14. ↑  Fine (1987), p. 11.
15. ↑  Fine (1987), p. 10.
16. ↑  Ostrogorskij (2014), p. 365.
17. ↑  Andreev e Lalkov (1996), pp. 144, 149.
18. ↑  Fine (1987), pp. 11-12.
19. ↑  Vásáry (2005), p. 17.
20. ↑  Andreev e Lalkov (1996), pp. 144-145.
21. ↑  Ostrogorskij (2014), pp. 360-361.
22. ↑  Fine (1987), p. 13.
23. 1 2  Andreev e Lalkov (1996), p. 150.
24. ↑  Ostrogorskij (2014), p. 364.
25. ↑  Andreev e Lalkov (1996), pp. 150-151.
26. ↑  Fine (1987), p. 14.
27. ↑  Božilov e Gjuzelev (1999), p. 431.
28. 1 2  Andreev e Lalkov (1996), p. 151.
29. ↑  Božilov e Gjuzelev (1999), pp. 431-432.
30. ↑  Fine (1987), p. 15.
31. ↑  Andreev e Lalkov (1996), pp. 153-155.
32. ↑  Fine (1987), p. 16.
33. 1 2  Andreev e Lalkov (1996), p. 145.
34. ↑  Božilov e Gjuzelev (1999), p. 434.
35. ↑  Fine (1987), p. 27.
36. ↑  Andreev e Lalkov (1996), pp. 156-157.
37. ↑  Andreev e Lalkov (1996), pp. 146-147.
38. ↑  Andreev e Lalkov (1996), p. 160.
39. ↑  Fine (1987), p. 31.
40. 1 2  Andreev e Lalkov (1996), p. 162.
41. 1 2  Božilov e Gjuzelev (1999), p. 445.
42. ↑  Andreev e Lalkov (1996), p. 165.
43. ↑  Božilov e Gjuzelev (1999), pp. 445-446.
44. 1 2 3  Fine (1987), p. 56.
45. ↑  Andreev e Lalkov (1996), p. 167.
46. ↑  Každan (1991), p. 1095.
47. ↑  Ostrogorskij (2014), pp. 392-393.
48. ↑  Fine (1987), pp. 81-82.
49. ↑  Andreev e Lalkov (1996), pp. 171-172.
50. ↑  Božilov e Gjuzelev (1999), p. 457.
51. ↑  Andreev e Lalkov (1996), pp. 180-183.
52. ↑  Každan (1991), p. 309.
53. 1 2  Andreev e Lalkov (1996), p. 185.
54. ↑  Ostrogorskij (2014), p. 398.
55. ↑  Fine (1987), p. 120.
56. 1 2 3  Ostrogorskij (2014), p. 398.
57. ↑  Fine (1987), p. 124.
58. ↑  Ostrogorskij (2014), p. 399.
59. ↑  Fine (1987), p. 126.
60. ↑  Fine (1987), p. 137.
61. ↑  Fine (1987), p. 125.
62. 1 2 3 4  Ostrogorskij (2014), p. 400.
63. ↑  Ostrogorskij (2014), pp. 400-401.
64. ↑  Vásáry (2005), p. 70.
65. ↑  Fine (1987), p. 156.
66. ↑  Andreev e Lalkov (1996), pp. 200-201.
67. ↑  Fine (1987), pp. 156-157.
68. 1 2  Fine (1987), p. 159.
69. ↑  Andreev e Lalkov (1996), pp. 204-205.
70. ↑  Fine (1987), p. 172.
71. ↑  Fine (1987), pp. 172, 174.
72. ↑  Andreev e Lalkov (1996), p. 216.
73. ↑  Fine (1987), pp. 176-177.
74. ↑  Ostrogorskij (2014), p. 413.
75. ↑  Vásáry (2005), pp. 74-76.
76. ↑  Ostrogorskij (2014), pp. 416-417.
77. ↑  Ostrogorskij (2014), p. 416.
78. 1 2  Andreev e Lalkov (1996), pp. 222-223.
79. ↑  Vásáry (2005), p. 80.
80. ↑  Andreev e Lalkov (1996), pp. 224-226.
81. ↑  Fine (1987), pp. 196-197.
82. ↑  Vásáry (2005), p. 81.
83. ↑  Andreev e Lalkov (1996), p. 227.
84. ↑  Vásáry (2005), p. 83.
85. ↑  Vásáry (2005), pp. 87-89.
86. ↑  Fine (1987), p. 228.
87. ↑  Andreev e Lalkov (1996), p. 247.
88. ↑  Fine (1987), p. 229.
89. ↑  Vásáry (2005), p. 110.
90. 1 2  Ostrogorskij (2014), p. 448.
91. ↑  Fine (1987), pp. 229-230.
92. ↑  Andreev e Lalkov (1996), p. 250.
93. ↑  Fine (1987), p. 230.
94. ↑  Fine (1987), p. 269.
95. ↑  Božilov e Gjuzelev (1999), p. 563.
96. ↑  Ostrogorskij (2014), pp. 454-455.
97. ↑  Fine (1987), p. 270.
98. ↑  Každan (1991), p. 1365.
99. ↑  Andreev e Lalkov (1996), p. 262.
100. 1 2  Ostrogorskij (2014), p. 457.
101. ↑  Andreev e Lalkov (1996), p. 266.
102. 1 2  Fine (1987), p. 272.
103. ↑  Andreev e Lalkov (1996), pp. 269-271.
104. ↑  Andreev e Lalkov (1996), p. 272.
105. ↑  Petkov (2008), p. 303, nota 137.
106. ↑  Andreev e Lalkov (1996), p. 273.
107. ↑  Ostrogorskij (2014), pp. 483-484.
108. 1 2 3  Ostrogorskij (2014), p. 484.
109. ↑  Andreev e Lalkov (1996), p. 275.
110. ↑  Koledarov (1989), pp. 13-25, 102.
111. ↑  (BG) Peter Delev, Valery Katsunov, Plamen Mitev, Eugenia Kalinova, Iskra Baeva e Boyan Dobrev, Булгария при Иван Александар [La Bulgaria sotto lo zar Ivan Alessandro], in Istoriya i tsivilizatsiya za 11-ti klas, n. 19, Trud, Sirma, 2006.
112. 1 2  Andreev e Lalkov (1996), p. 282.
113. ↑  Božilov e Gjuzelev (1999), pp. 655-656.
114. ↑  Fine (1987), p. 407.
115. ↑  Fine (1987), p. 266.
116. ↑  Fine (1987), p. 367.
117. ↑  Jireček (1978), p. 387.
118. ↑  Andreev e Lalkov (1996), pp. 283-284, 286.
119. ↑  Božilov e Gjuzelev (1999), pp. 662-663.
120. ↑  Božilov e Gjuzelev (1999), p. 666.
121. ↑  Andreev e Lalkov (1996), p. 297.
122. ↑  Fine (1987), pp. 424-425.
123. ↑   Dimitar Ovčarov e Nicolaj Ovčarov, L'Europa tardoantica e medievale. La nascita degli Stati fuori dei confini dell'impero. La Bulgaria, su Il Mondo dell'Archeologia, Treccani, 2004. URL consultato il 15 luglio 2023.
124. ↑  Petrov e Gjuzelev (1978), p. 608.
125. ↑  Bakalov et al. (2003), p. 402.
126. ↑  Bakalov et al. (2003), p. 403.
127. ↑  Petrov e Gjuzelev (1978), pp. 611-612.
128. ↑  Petrov e Gjuzelev (1978), p. 618.
129. 1 2  Bakalov et al. (2003), p. 404.
130. ↑  Bakalov et al. (2003), pp. 404-405.
131. ↑  Koledarov (1989), p. 12.
132. ↑  Petrov e Gjuzelev (1978), p. 615.
133. ↑  Koledarov (1989), pp. 9-10.
134. 1 2  Koledarov (1989), p. 10.
135. ↑  (EN) Ivan Biliarskij, Word and Power in Mediaeval Bulgaria, Leiden, Boston, Brill, 2011,  p. 355, ISBN 978-90-04-19145-7.
136. 1 2 3  Andreev e Lalkov (1996), p. 166.
137. 1 2  Andreev e Lalkov (1996), p. 269.
138. ↑  (EN) Micky Bumbar, Historian concludes: "While they drink rakia, the Bulgarians are invincible", su lordsofthedrinks.org, 29 luglio 2015. URL consultato il 13 luglio 2023.
139. ↑  Koledarov (1989), pp. 13, 26-27.
140. ↑  Andreev e Lalkov (1996), pp. 167-169.
141. ↑  (EN) David Nicolle e Angus McBride, Hungary and the Fall of Eastern Europe 1000-1568, Osprey Publishing, 1988,  p. 24.
142. ↑  Petrov e Gjuzelev (1978), pp. 615-616.
143. ↑  Angelov et al. (1981), p. 193.
144. ↑  Angelov et al. (1981), p. 203.
145. ↑  Angelov et al. (1981), pp. 203-205.
146. 1 2  (EN) Barbara H. Rosenwein, Reading the Middle Ages: Sources from Europe, Byzantium, and the Islamic World, 2ª ed., University of Toronto Press, 2013, ISBN 978-14-42-60602-9.
147. 1 2  Duĭčev (1965), p. 515.
148. ↑  Angelov (1950), p. 428.
149. ↑  Angelov (1950), p. 429.
150. ↑  Petrov e Gjuzelev (1978), p. 238.
151. ↑  Angelov (1950), p. 431.
152. ↑  Petrov e Gjuzelev (1978), pp. 266, 293-294.
153. ↑  Lišev (1970), p. 84.
154. ↑  Petrov e Gjuzelev (1978), p. 293.
155. ↑   Niceta Coniata, Historia, in GIBI, XI, Sofia, Accademia bulgara delle scienze,  p. 88.
156. ↑  Lišev (1970), p. 91.
157. ↑  Dočev (1992), p. 312.
158. ↑  Radušev e Žekov (1999), pp. 10, 13.
159. ↑  Dočev (1992), pp. 181-183.
160. ↑  Dočev (1992), pp. 183-184.
161. ↑  Radušev e Žekov (1999), p. 21.
162. ↑  Dočev (1992), p. 313.
163. ↑  Radušev e Žekov (1999), pp. 15, 21.
164. ↑  Božilov e Gjuzelev (1999), pp. 444-445.
165. ↑  Fine (1987), p. 55.
166. ↑  Božilov e Gjuzelev (1999), pp. 444-446.
167. ↑  Duĭčev (1965), p. 210.
168. ↑  Duĭčev (1965), p. 276.
169. 1 2  Duĭčev (1965), pp. 8, 15.
170. ↑  Zlatarski (1972), p. 535.
171. ↑  Božilov e Gjuzelev (1999), p. 514.
172. ↑  Zlatarski (1972), pp. 536-537.
173. ↑  Zlatarski (1972), pp. 596-602.
174. 1 2  (EN) History of Bulgarian Church, su bg-patriarshia.bg. URL consultato il 13 luglio 2023.
175. ↑  Bakalov et al. (2003), p. 445.
176. ↑  Fine (1987), p. 437.
177. 1 2  Božilov e Gjuzelev (1999), p. 619.
178. 1 2  Fine (1987), pp. 439-440.
179. 1 2  Každan (1991), p. 301.
180. ↑  Každan (1991), p. 71.
181. ↑  Božilov e Gjuzelev (1999), pp. 470-471.
182. ↑  Fine (1987), p. 100.
183. ↑  Božilov e Gjuzelev (1999), p. 471.
184. ↑  Fine (1987), p. 441.
185. ↑  Fine (1987), p. 442.
186. 1 2  Božilov e Gjuzelev (1999), p. 620.
187. ↑  Fine (1987), p. 435.
188. 1 2 3 4  Fine (1987), p. 436.
189. 1 2 3 4 5 6  Každan (1991), p. 337.
190. ↑  Božilov e Gjuzelev (1999), pp. 620-621.
191. 1 2  Angelov et al. (1981), p. 379.
192. 1 2  Bakalov et al. (2003), pp. 426-427.
193. ↑  Bakalov et al. (2003), pp. 427-428.
194. 1 2 3  Angelov et al. (1981), p. 381.
195. 1 2 3  Angelov et al. (1981), p. 382.
196. ↑  Nikolova (2002), pp. 147-148.
197. 1 2  Angelov et al. (1981), p. 384.
198. ↑  Nikolova (2002), p. 116.
199. ↑  Angelov et al. (1981), pp. 384-385.
200. ↑   Cattedrale Patriarcale di Veliko Tarnovo, su pravoslavieto.com. URL consultato il 15 luglio 2023.
201. 1 2  Angelov et al. (1981), p. 385.
202. 1 2 3 4 5  Angelov et al. (1981), p. 389.
203. ↑  (FR) André Grabar, La peinture religiouse en Bulgarie, Parigi, 1928,  p. 95.
204. 1 2 3   Touring Club Italiano, Il patrimonio dell'umanità, Touring Editore, 2004,  p. 304, ISBN 978-88-36-52948-3.
205. 1 2  Angelov et al. (1981), p. 390.
206. ↑   Claudia Mercaldo, Le Chiese Rupestri di Ivanovo: in Bulgaria la testimonianza dell'arte bizantina, su agendaonline.it, 18 febbraio 2020. URL consultato il 14 luglio 2023.
207. ↑  Angelov et al. (1981), pp. 389-390.
208. ↑  Angelov et al. (1981), p. 391.
209. 1 2  Božilov e Gjuzelev (1999), p. 622.
210. ↑  Božilov e Gjuzelev (1999), pp. 622-624.
211. 1 2  Angelov et al. (1981), p. 392.
212. ↑  Fine (1987), pp. 436-437.
213. ↑  (BG) Ĭordan Ivanov, Български старини из Македония [Antichità bulgare in Macedonia], Sofia, Accademia bulgara delle scienze, 1970,  pp. 296-305, 359-367, 387-390..
214. ↑  Angelov et al. (1981), p. 429.
215. ↑  Angelov et al. (1981), p. 431.
216. ↑  Fine (1987), pp. 442-443.
217. ↑  Fine (1987), p. 444.
218. ↑  Fine (1987), pp. 444-445.
219. ↑  Ostrogorskij (2014), p. 432.
220. ↑  Angelov et al. (1981), pp. 448-449.
221. 1 2 3  Angelov et al. (1981), p. 449.